# إمينيم
مارشال بروس ماذرز الثالث (بالإنجليزية: Marshall Bruce Mathers III)، والمعروف فنياً باسم إمينيم (بالإنجليزية: Eminem) (من مواليد 17 أكتوبر 1972؛ في سانت جوزيف (ميزوري)، الولايات المتحدة ) هو مغني راب، ومنتج أفلام، وملحن، وممثل، وكاتب سير ذاتية، وكاتب أغاني، ورجل أعمال، ومقدم برامج إذاعية، ومنتج أغاني أمريكي. اشتهر بمهارته في السجع وقدرته علي تغيير سرعته الشفوية، بحيث يؤقت أسلوبه ضمن الأغنية الواحدة دون أن يفشل في التوافق مع الإيقاع. مما مكنه من الحصول علي الكثير من الاحترام والتنويه من قبل زملائه، ومحبي أغاني الهيب هوب، ومعجبيه لمواهبه وتفانيه وعمله الجاد والمُتقن.
تعدت مبيعاته 350 مليون ألبوم،  50 مليون ألبوم منها في الولايات المتحدة وحدها فقط. يُعتبر إمينيم من أفضل مغني الراب خلال عقد 2000 على مستوى العالم حيث صنفته مجلة رولينغ ستون في المرتبة 83 ضمن قائمة أعظم الفنانين في التاريخ، كما أطلقت عليه سنة 2011 لقب ملك الراب بسبب الإنجازات التي حققها.
وهو الاول في مجاله ،وخلال مشواره الفني حاز إمينيم علي أكثر من 244 جائزة و360 ترشيحاً، أبرزها جائزة الأوسكار لأفضل أغنية أصلية، 15 جائزة غرامي، 17 جائزة بيلبورد الموسيقية، 12 جائزة إم تي في الأغاني المصورة، 10 جوائز الموسيقى الأمريكية، 4 جوائز بريت وغيرها. ليكون بذلك أول وأكثر مغني راب فوزا علي الإطلاق. كما شكل إمينيم مع مكتشفه مغني الراب ومنتج الأغاني الأمريكي دكتور دري ثنائي ناجح فتح له باب الشهرة بمصراعيه في وقت قصير.
قوبل نجاحه الساحق وأسلوبه اللاذع في كلماته وألبوماته الساخرة من بعض النجوم بوابل من الانتقادات من قبلهم ومن قبل العديد من المنظمات الحقوقية، أبزرها منظمة جلاد (منظمة تحالف المثليين والمثليات ضد التشهير)، خصوصا منذ إطلاقه لألبوم ذا مارشال ماذرز إل بي في يونيو 2000 الذي رد فيه علي كل من انتقده، ورشحه لأربعة جوائز غرامي، من بينها جائزة أفضل ألبوم في السنة. وبينما كان يتفادى تداخل أغانيه بالسياسة، أصدر إمينيم أغنية «موش»، والتي انتقد فيها الرئيس جورج دبليو بوش بقسوة وصلت لحد إهانة الرئيس بكلمات نابية، وكان ذلك في أواخر 2004 قبل الانتخابات الرئاسية. أصدر ألبومه إنكور في وقت لاحق من ذلك العام، ثم أصدر ألبومين علي التوالي وهما نداء الستائر: ذا هيتس؛ وهو عبارة عن مجموعة من أنجح أغانيه، وإمينيم يقدم: ذا ري-أب الذي يُعتبر مجموعة من الريمكسات وأغاني لمغنيين آخرين في بداية طريقهم إلي الفن.

## النشأة
ولد مارشال بروس ماذرز الثالث في 17 أكتوبر 1972، في سانت جوزيف (ميزوري), وكان الطفل الوحيد لمارشال بروس ماذرز جونيور وديبورا "ديبي" نيلسون. كادت والدته أن تموت أثناء ولادته التي استمرت 73 ساعة. كان والدا إمينيم في فرقة موسيقية تُدعى "Daddy Warbucks"، قدموا عروضًا في فنادق "رامادا إن" قرب حدود ولايتي داكوتا الشمالية ومونتانا قبل أن ينفصلا. ترك والده العائلة عندما كان عمر إمينيم سنة ونصف فقط، ونشأ على يد والدته في ظل فقر شديد.
كتب إمينيم عدة رسائل إلى والده، لكن والدته قالت إنها كانت تعود جميعها ممهورة بعبارة "المرسل غير موجود".
بحلول سن الثانية عشرة، تنقل هو ووالدته بين عدة ولايات، نادرًا ما أقاموا في منزل واحد لأكثر من عام أو عامين، وغالبًا ما عاشوا مع أقارب. تنقلوا بين سانت جوزيف، وسافانا، وكانساس سيتي، ثم وارن (ميشيغان), وروزفيل (ميشيغان), قبل أن يستقروا في ديترويت.
في معظم طفولته، عاش إمينيم مع والدته في منزل صغير في حي للطبقة العاملة ذو أغلبية سمراء. كانت عائلته واحدة من ثلاث أسر بيضاء فقط في الحي، وتعرض عدة مرات للضرب من قبل شبان سود.
في عام 1986، أنجبت والدته ابنًا آخر يُدعى ناثان "نيت" كين سامارا من صديقها فريد سامارا.
في عام 2013، قامت ولاية ميشيغان بهدم منزل طفولته بعد أن تضرر في حادث حريق.
كان يتشاجر كثيرًا مع والدته، والتي وصفها أحد الأخصائيين الاجتماعيين بأنها "شديدة الارتياب، تكاد تكون مصابة بجنون الارتياب".
حين كان طفلًا، تعرض لإصابة خطيرة في الرأس على يد متنمر يُدعى دي أنجلو بيلي، وهي حادثة سردها لاحقًا في أغنيته "Brain Damage". رفعت والدته دعوى قضائية ضد المدرسة عام 1982، لكنها رُفضت عام 1983 بحجة الحصانة القانونية للمؤسسات التعليمية.
كان مهتمًا بالرواية في صغره، وكان يطمح أن يكون فنان كتب مصورة، إلى أن اكتشف الهيب هوب.
أول أغنية راب سمعها كانت "Reckless" ضمن ألبوم فيلم Breakin'، وكانت هدية من خاله غير الشقيق روني بولكينهارن، والذي أصبح لاحقًا مرشده الموسيقي. بعد انتحار روني عام 1991، توقف إمينيم عن الكلام لأيام وامتنع عن حضور جنازته.
في سن الرابعة عشرة، بدأ إمينيم في ممارسة الراب مع صديقه في المدرسة مايك روبي، واتخذا الاسمَين "مانيكس" و"M&M"، الذي تطور لاحقًا إلى "إمينيم".
كان يتسلل مع صديقه مغني الراب بروف إلى مدرسة "أوزبورن الثانوية" للمشاركة في معارك الراب خلال فترة الغداء.:119
وفي أيام السبت، شاركوا في مسابقات مفتوحة للمايكروفون في متجر الهيب هوب على شارع "ويست 7 مايل"، والذي يُعتبر مركز الهيب هوب في ديترويت.
رغم صعوبة النجاح في صناعة يهيمن عليها فنانون سود، إلا أن إمينيم نال احترام جمهور الهيب هوب الأندرجراوند.
كان عندما يكتب أغانيه، يحرص على أن تتناغم معظم الكلمات. كان يكتب كلمات طويلة على الورق، ثم يبحث عن قوافي لكل مقطع لفظي، حتى لو لم يكن للكلمات معنى واضح، فقط ليتدرب على القوافي والإيقاع.
في عام 1987، سمحت والدته لفتاة هاربة تُدعى كيمبرلي آن "كيم" سكوت بالإقامة معهم. وبعد سنوات، بدأ علاقة متقطعة معها.:4
أعاد الصف التاسع ثلاث مرات بسبب الغياب المتكرر وتدني درجاته، ثم ترك الدراسة في سن 17 من مدرسة لينكولن الثانوية (وارن، ميشيغان).
رغم اهتمامه بمادة اللغة الإنجليزية، إلا أنه لم يقرأ الأدب وفضل القصص المصورة، كما كان يكره الرياضيات والدراسات الاجتماعية. صرح لاحقًا أنه حصل على شهادة GED.
عمل في عدة وظائف لمساعدة والدته في دفع الفواتير، منها عمله في سلسلة بيتزا ليتل سيزرز في وارن.
لكنه قال لاحقًا إن والدته كانت كثيرًا ما تطرده من المنزل، حتى بعد أن تأخذ معظم راتبه. وعندما كانت تغادر للعب البينغو، كان يرفع صوت الستيريو ويكتب أغانيه.

## مسيرته الموسيقية

### 1988–1997: البدايات،Infinite، والصراعات العائلية
في عام 1988، استخدم إمينيم الاسم الفني "MC Double M"، وشكّل أول فرقة له باسم "New Jacks"، وسجل شريطًا تجريبيًا بنفس الاسم بالتعاون مع الدي جي "Butter Fingers". وفي عام 1989، انضموا إلى مجموعة "Bassmint Productions"، التي غيّرت اسمها لاحقًا إلى "Soul Intent" في عام 1992، وانضم إليهم مغني الراب بروف وعدد من أصدقاء الطفولة الآخرين.
أصدروا أسطوانة قصيرة (EP) باسم الفرقة في عام 1995 بمشاركة بروف. وظهر إمينيم لأول مرة في فيديو موسيقي عام 1992 في أغنية بعنوان "Do-Da-Dippity" لمغني الراب Champtown.
في عام 1996، تعاون مع بروف وأربعة مغنين آخرين لتشكيل فرقة "ذا ديرتي دوزن" (دي12 (فرقة)), والتي أصدرت أسطوانة قصيرة بعنوان The Underground E.P. في 1997، وألبومها الأول Devil's Night في 2001.
كما كان إمينيم عضوًا غير رسمي في مجموعة الراب "Outsidaz" من نيوآرك، وتعاون معهم في عدة مشاريع.
في عام 1995، وقع عقدًا مع المنتجين جيف ومارك باس من خلال شركتهما F.B.T. Productions، وسجل أول ألبوم له Infinite في الفترة 1995–1996 لصالح شركة التسجيلات المستقلة الخاصة بهما Web Entertainment.:15
لم يحقق الألبوم أي نجاح تجاري عند صدوره عام 1996.
في تلك الفترة، تأثرت أسلوبياته في الإلقاء بالرابرز ناس وإيشام وAZ، ولم تتضمن الأغاني الطابع الساخر والعنيف الذي اشتهر به لاحقًا.:16
تجاهل منسقو الموسيقى في ديترويت ألبوم Infinite إلى حد كبير، وكانت ردود الفعل التي تلقاها مثل "لماذا لا تتجه إلى موسيقى الروك؟" سببًا في تحوله إلى إنتاج أغانٍ أكثر غضبًا وكآبة.
في هذه المرحلة، كان إمينيم يعيش مع كيم سكوت في حي تنتشر فيه الجرائم، وتعرض منزلهما للسطو عدة مرات.
كان يعمل بطاهي وغاسل أطباق بأجر أدنى في مطعم عائلي يُدعى "Gilbert's Lodge" في سانت كلير شورز، ميشيغان.:14
ووصفه مديره السابق بأنه أصبح موظفًا نموذجيًا، حيث عمل 60 ساعة أسبوعيًا لمدة ستة أشهر بعد ولادة ابنته، هايلي جايد سكوت ماذرز.:4
ولكنه طُرد من العمل قبل فترة قصيرة من عيد الميلاد، وقال لاحقًا: "كان ذلك قبل خمسة أيام من الكريسماس، وهو أيضًا عيد ميلاد هايلي. كان لدي حوالي أربعين دولارًا فقط لشراء هدية لها".
بعد صدور ألبوم Infinite، تفاقمت مشاكله الشخصية وتعاطيه للمواد المخدرة، مما أدى إلى محاولته الانتحار.
وبحلول مارس 1997، طُرد من "Gilbert's Lodge" للمرة الأخيرة، وانتقل للعيش في منزل والدته المتنقل مع كيم وهايلي.:4

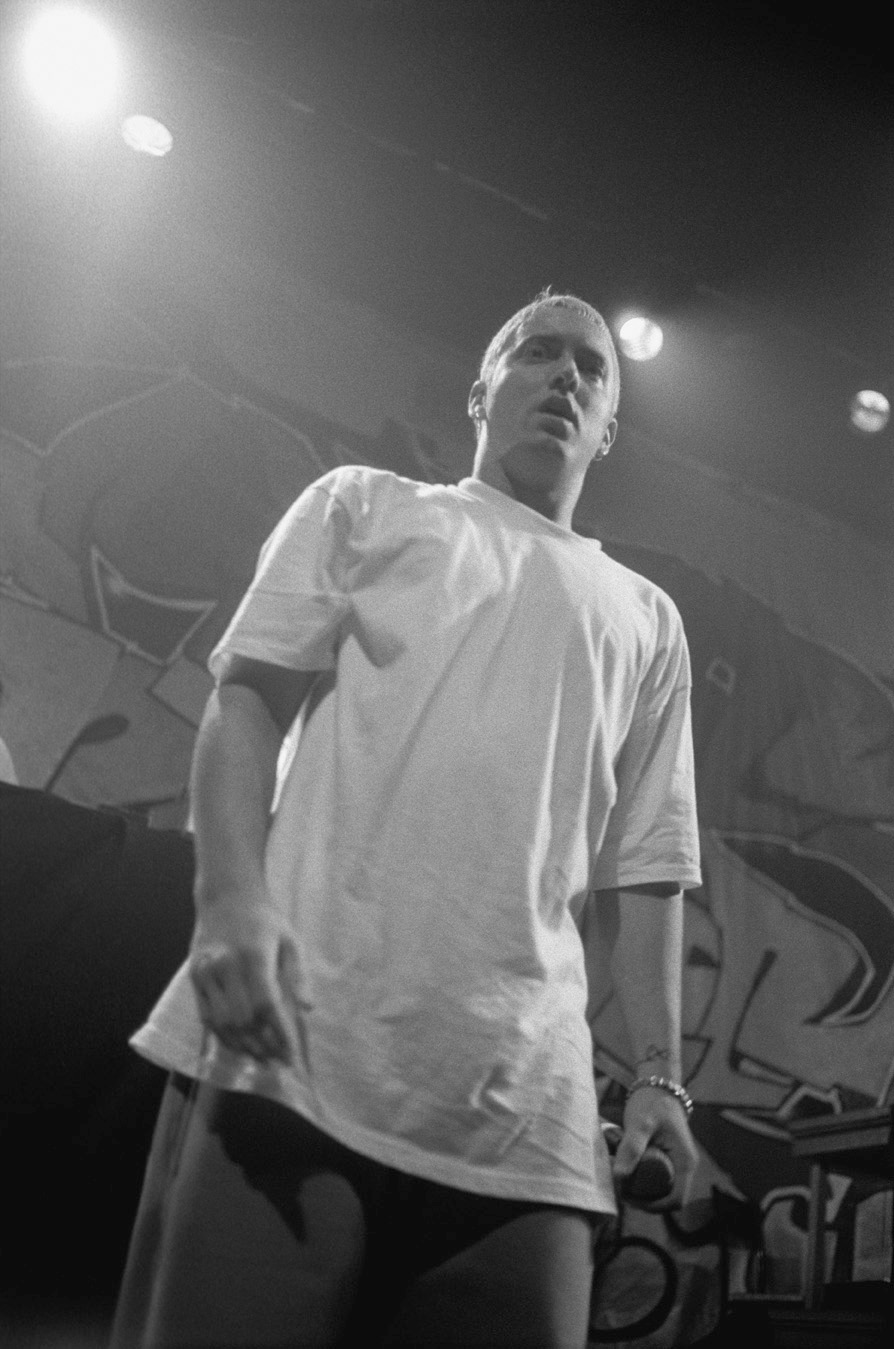
إمينيم في ألمانيا سنة 1999.

### 1997–1999: ظهور شخصية "Slim Shady" وألبومThe Slim Shady LPوالصعود نحو الشهرة

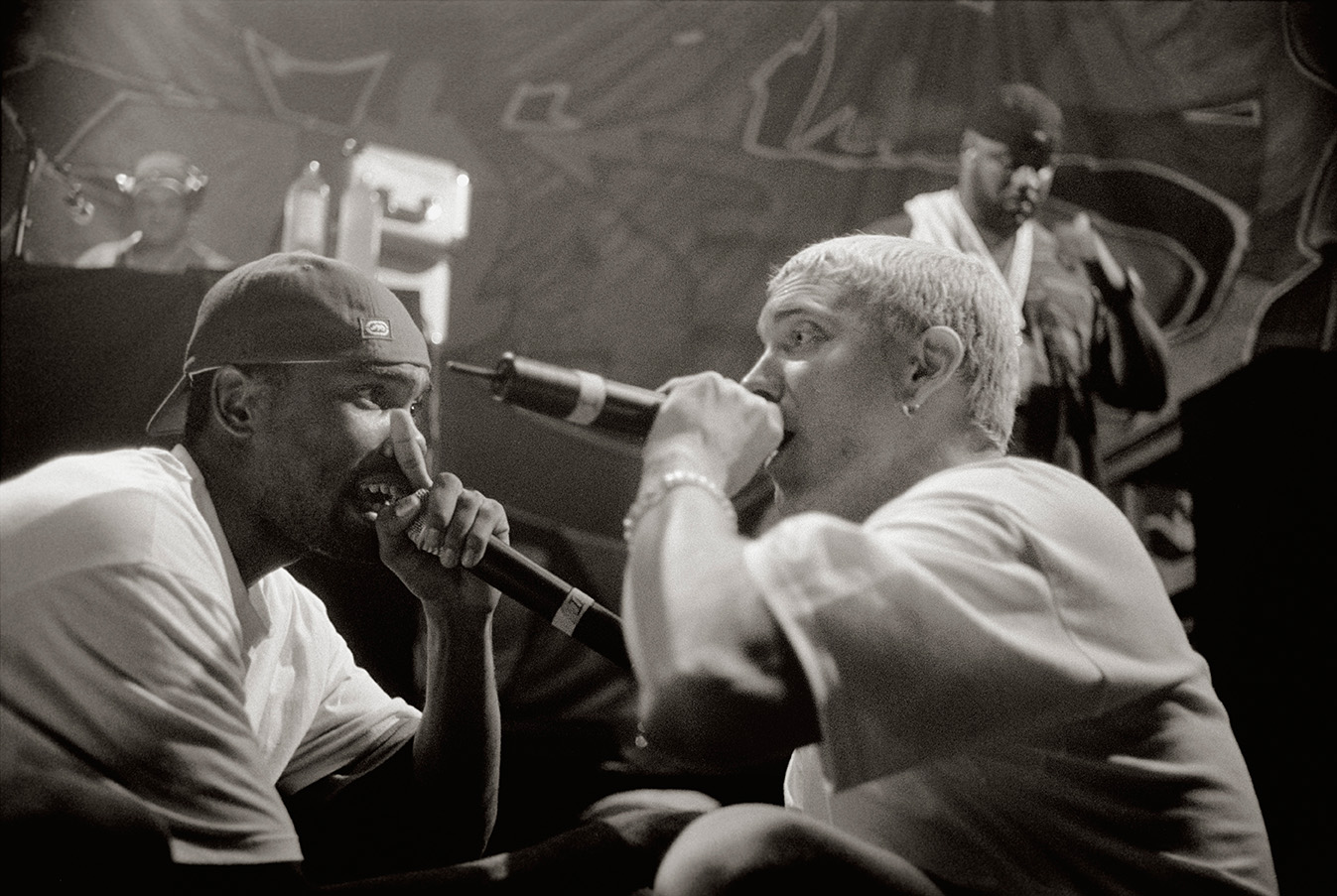
إمينيم وبروف يؤديان عرضًا في "Juice Jam" في ميونيخ، ألمانيا عام 1999

حظي إمينيم باهتمام متزايد بعد أن ابتكر شخصية بديلة تُدعى "Slim Shady"، وهي شخصية سادية وعنيفة سمحت له بالتعبير عن غضبه من خلال كلمات تتناول المخدرات والاغتصاب والقتل.:4
في ربيع عام 1997، سجل أول أسطوانة قصيرة له بعنوان الأسطوانة المطولة لسليم شيدي، وصدر الألبوم في شتاء نفس العام من خلال شركة Web Entertainment.
تضمنت الأسطوانة إشارات متكررة لاستخدام المخدرات والممارسات الجنسية والاضطراب العقلي والعنف، كما تطرقت إلى مواضيع أكثر جدية كالفقر والمشاكل الزوجية والعائلية، وأظهرت أسلوب إمينيم المباشر وسخريته من نفسه في مواجهة الانتقادات.
في مارس 1998، ظهر إمينيم في زاوية "Unsigned Hype" بمجلة الهيب هوب The Source، المخصصة للمواهب غير المتعاقدة.:81
شارك إمينيم في عام 1997 في معركة الراب Scribble Jam التي أقيمت في سينسيناتي، ووصل إلى النهائي لكنه خسر أمام MC Juice.
وبعد طرده من عمله وطرده من منزله، توجه إلى لوس أنجلوس للمشاركة في Rap Olympics، وهي مسابقة وطنية في معارك الراب. حصل على المركز الثاني بعد خسارته أمام مغني الراب Otherwize من فريق Project Blowed.
كان أحد المتدربين في شركة إنترسكوب ريكوردز، ويدعى دين غيستلينغر، حاضرًا وطلب نسخة من ألبوم Slim Shady EP، وأرسلها لاحقًا إلى المدير التنفيذي للشركة جيمي آيوفين.
قام آيوفين بعرض الشريط على المنتج دكتور دري، مؤسس شركة أفترماث للتسلية وعضو مؤسس في فرقة إن دبليو أيه.
وصرّح دري: "طوال مسيرتي في صناعة الموسيقى، لم أقتنع أبدًا بشريط تجريبي. عندما شغله جيمي، قلت له: ابحث عنه فورًا". وأضاف: "لا يهمني إن كنت أزرق، طالما أنك تستطيع الراب، فسأتعاون معك".
كان إمينيم يُعجب بدري منذ صغره عندما استمع إلى N.W.A، وكان متوترًا في البداية عند العمل معه، لكنه أصبح أكثر ارتياحًا بعد سلسلة من جلسات التسجيل الناجحة.:24
في 9 مارس 1998، وقّع إمينيم عقدًا مع شركتي Aftermath وInterscope.
في فبراير 1999، أصدر إمينيم ألبومه الشهير ذا سليم شيدي إل بي، والذي أصبح أحد أنجح ألبومات العام، حيث حصل على شهادة الثلاثي بلاتيني في نفس العام.
ورغم نجاح الألبوم، وُجهت لإمينيم اتهامات بتقليد أسلوب ومحتوى مغني الراب Cage، والذي أشار إليه إمينيم في أغنية "Role Model".
كما أثار الألبوم الجدل بسبب محتواه، حيث وصف في أغنية "'97 Bonnie & Clyde" رحلته مع ابنته الرضيعة أثناء تخلّصه من جثة زوجته، وفي أغنية "Guilty Conscience" شجع رجلًا على قتل زوجته وعشيقها.
مثّلت أغنية "Guilty Conscience" بداية صداقة وشراكة فنية طويلة بين دري وإمينيم. وتعاون الاثنان لاحقًا في عدة أغانٍ ناجحة، وكان دري يظهر كضيف في جميع ألبومات إمينيم الصادرة تحت شركة Aftermath.
وقد حصل ألبوم The Slim Shady LP لاحقًا على شهادة الأربعة أضعاف بلاتيني من RIAA.

### 1999–2003:The Marshall Mathers LPوThe Eminem Show

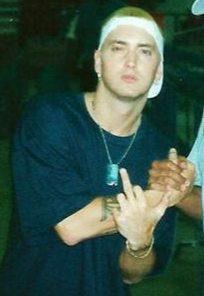
إيمينيم في صالة ARCO خلال جولة Up in Smoke Tour في يونيو 2000

بعد صدور ألبومه The Slim Shady LP، أسس إمينيم شركته الخاصة للتسجيلات شيدي ريكوردز في أواخر عام 1999. وكان يبحث عن وسيلة لإطلاق فرقة دي12 (فرقة)، بينما كان مدير أعماله بول روزنبرغ مهتمًا بتأسيس شركة تسجيل، ما دفعهما لتأسيس "شادي ريكوردز".
وصف مدير قسم المواهب مارك لابيل الشركة بأنها "شركة صغيرة، ولكنها تملك جميع أدوات الشركات الكبرى، مع دعم كامل من إنترسكوب".
بدأ تسجيل ألبوم ذا مارشال ماذرز إل بي بين عامي 1999 و2000، وصدر في مايو 2000، وحقق مبيعات بلغت 1.76 مليون نسخة في أسبوعه الأول، محطماً أرقاماً قياسية أمريكية سابقة لألبومي سنوب دوغ Doggystyle كأسرع ألبوم هيب هوب مبيعًا، وبريتني سبيرز حبيبي مرة أخرى (أغنية) كأسرع ألبوم لفنان منفرد.
حقق أول أغنية منفردة من الألبوم "ذا ريل سليم شيدي" نجاحًا كبيرًا رغم الجدل الذي أثارته بسبب إساءات إمينيم لمشاهير وادعاءاته المثيرة للجدل.:60
وفي الأغنية الثانية "The Way I Am"، كشف عن الضغوط التي تعرض لها من شركته لإنتاج أغنية تضاهي "اسمي هو (أغنية)". رغم أن إمينيم سخر من المغني مارلين مانسون في فيديو "My Name Is"، فإن العلاقة بينهما كانت جيدة؛ إذ ذُكر مانسون في أغنية "The Way I Am"، وظهر في الفيديو، بل وأدى نسخة حية منها مع إمينيم.
أما الأغنية الثالثة "Stan"، فقد صنفتها مجلة Q كثالث أعظم أغنية راب على الإطلاق، واحتلت المرتبة العاشرة في استطلاع لـ Top40-Charts.com، وظهرت لاحقًا في المرتبة 296 في قائمة "أعظم 500 أغنية على مر العصور" الصادرة عن مجلة رولينغ ستون.
وفي يوليو 2000، أصبح إمينيم أول فنان أبيض يظهر على غلاف مجلة The Source.:81
وقد حصل ألبوم The Marshall Mathers LP على شهادة "دياموند" من RIAA في مارس 2011، وبلغت مبيعاته أكثر من 21 مليون نسخة حول العالم.
شارك إمينيم في جولة Up in Smoke Tour عام 2000، بالإضافة إلى Family Values Tour،:70 كما كان نجم Anger Management Tour إلى جانب فرق مثل بابا روتش، لوداكريس وإكسزيبيت.
وفي حفل توزيع جوائز جرامي الثالث والأربعين عام 2001، أدى عرضًا مشتركًا مع إلتون جون. وقد أدانت منظمة جلاد (منظمة غير حكومية) المعنية بحقوق المثليين قرار إلتون جون بالأداء مع إمينيم، بسبب ما اعتبروه كلمات كراهية في أغانيه.
ومع ذلك، صنفت مجلة إنترتينمنت ويكلي الأداء ضمن أفضل لحظات العقد، ووصفت المشهد بأنه "العناق الذي سُمع صداه في العالم"، في إشارة إلى التوترات حول قضايا المثلية والكلمات المثيرة للجدل في أغاني إمينيم.
في يوم الحفل بتاريخ 21 فبراير، نظمت GLAAD مظاهرة خارج مركز ستيبلز حيث أُقيمت الفعالية.
كما كان إمينيم هو الفنان الضيف الوحيد في ألبوم جاي زي الناجح The Blueprint، حيث شارك في الإنتاج وأدى مقاطع في أغنية "Renegade".
صدر ألبومه الرابع ذا إمينم شو في مايو 2002، وحقق نجاحًا كبيرًا، متصدرًا قوائم المبيعات وباع أكثر من 1.33 مليون نسخة خلال أسبوعه الكامل الأول.
وحصل الألبوم على شهادة "دياموند" من RIAA. يتناول الألبوم تأثير الشهرة على حياة إمينيم، وعلاقته بزوجته وابنته، ومكانته في مجتمع الهيب هوب، كما يناقش حادثة اعتداء على حارس أمن شاهده يُقبل زوجته عام 2000.
Stephen Thomas Erlewine من أول ميوزيك اعتبر أن The Eminem Show كان أقل استفزازًا من ألبومه السابق.
أما برنت بوزل، الذي انتقد ألبوم The Marshall Mathers LP بسبب كلمات تنطوي على كراهية للنساء، فقد وصف هذا الألبوم بأنه مليء بالألفاظ النابية، ولقّب إمينيم بـ "Eminef" بسبب تكرار استخدامه لكلمة "motherfucker".
وقد بلغت مبيعات الألبوم أكثر من 27 مليون نسخة حول العالم، وكان الألبوم الأكثر مبيعًا لعام 2002.

### 2003–2007: العمل الإنتاجي،Encore، والتوقف المؤقت

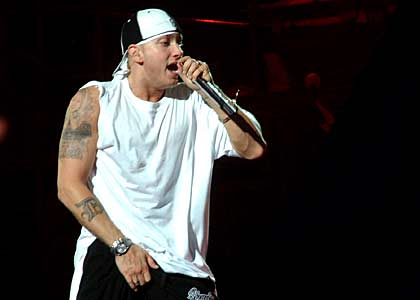
إيمينيم خلال جولة Anger Management Tour عام 2003

في عام 2003، قدَّم إمينيم، المعروف بإعجابه الشديد بمغني الراب توباك شاكور، أعمالًا إنتاجية لثلاث أغانٍ في ألبوم Tupac: Resurrection المصاحب للفيلم الوثائقي عن توباك. وفي العام التالي، قام بإنتاج 12 من أصل 16 أغنية في ألبوم Loyal to the Game لتوباك.
في 8 ديسمبر 2003، أعلنت الخدمة السرية الأمريكية أنها "تبحث في" مزاعم بأن إمينيم هدد رئيس الولايات المتحدة. وكان سبب القلق كلمات أغنية "We As Americans"، حيث يقول: «تبًا للمال / لا أغني من أجل الرؤساء الموتى / أفضل أن أرى الرئيس ميتًا / لم يُقال من قبل، لكني وضعت سابقة»، والتي أُدرجت لاحقًا كأغنية إضافية في النسخة الفاخرة من ألبوم Encore.
صدر ألبوم Encore في عام 2004، وحقق نجاحًا جيدًا، لكنه لم يصل إلى مستوى النجاح التجاري لأعماله السابقة. وساهمت الأغنية المنفردة الأولى "Just Lose It" في تعزيز مبيعات الألبوم، لكنها أثارت جدلًا واسعًا بسبب سخرية الأغنية من مايكل جاكسون. ففي 12 أكتوبر 2004، وبعد أسبوع من صدور الأغنية، اتصل جاكسون ببرنامج الإذاعي ستيف هارفي ليعبر عن استيائه من الفيديو الذي يسخر من محاكمة جاكسون في قضايا التحرش، وجراحات التجميل، وحادثة اشتعال شعره أثناء تصوير إعلان عام 1984.
دافع العديد من أصدقاء جاكسون عنه، ومنهم ستيفي وندر، الذي وصف الفيديو بأنه "ركل لرجل وهو في الحضيض" و"هراء"، وكذلك ستيف هارفي الذي قال: "إمينيم فقد تصريح دخوله إلى الحي، نريد التصريح مرة أخرى". كما عبّر الفنان ويرد أل يانكوفيك، الذي كان قد قلد أغنية إمينيم "اخسر نفسك" عام 2003، عن استغرابه من الأمر بقوله: "إمينيم منعني من تصوير فيديو كليب لنسخة تقليدي من أغنيته لأنها قد تضر بسمعته، والمفارقة أن جاكسون الآن يعاني من الشيء ذاته".
رغم الجدل، أعلنت إم تي في أنها ستواصل بث الفيديو، بينما أوقفت بي إي تي عرضه. من جهتها، طالبت مجلة The Source من خلال رئيسها التنفيذي بنزينو، بسحب الفيديو والأغنية من الألبوم، وتقديم اعتذار رسمي من إمينيم.
وفي عام 2007، اشترى جاكسون بالتعاون مع سوني شركة Famous Music من فياكوم، مما منحه حقوق ملكية لأعمال إمينيم وغيرها.
رغم الطابع الساخر للأغنية الأولى، تناول الألبوم قضايا سياسية، أبرزها أغنية "Mosh" التي انتقد فيها الرئيس الأمريكي جورج بوش وسياساته.
أطلق الفيديو في 25 أكتوبر 2004، قبل أسبوع من الانتخابات الرئاسية الأمريكية، وظهر فيه إمينيم يقود حشودًا من ضحايا إدارة بوش نحو البيت الأبيض، لكن تبين في النهاية أنهم ذاهبون للتسجيل للتصويت، واختتم الفيديو بعبارة "صوتوا يوم الثلاثاء 2 نوفمبر".
وبعد إعادة انتخاب بوش، تم تعديل نهاية الفيديو لتُظهر اقتحام البيت الأبيض خلال خطاب للرئيس.
كما أطلق إمينيم في العام ذاته محطة الراديو الفضائي Shade 45 عبر Sirius XM، والتي وصفها مدير أعماله بأنها "وجهة لسماع موسيقى لا تعرضها المحطات الأخرى".
عاد إمينيم إلى الجولات في صيف 2005 عبر Anger Management 3 Tour، ولكن ألغى لاحقًا الجزء الأوروبي من الجولة، معلنًا دخوله مصحة لعلاج الإدمان على أدوية النوم.
تزايدت التكهنات حول اعتزاله، مع شائعات عن إصدار ألبوم مزدوج بعنوان The Funeral. وفي يوليو، ذكرت صحيفة Detroit Free Press أن إمينيم قد يتوقف عن الأداء كمغنٍ منفرد، وسيتحول للتركيز على الإنتاج والإدارة.
صدر ألبوم التجميع Curtain Call: The Hits في 6 ديسمبر 2005، وحقق مبيعات تجاوزت 441,000 نسخة في أسبوعه الأول داخل الولايات المتحدة، محققًا الألبوم الرابع له على التوالي الذي يتصدر بيلبورد 200، كما حصل على شهادة "بلاتينية مزدوجة" من RIAA.
ورغم النجاح، صرّح إمينيم في برنامج "Mojo in the Morning" أنه يعتزم أخذ استراحة فنية:
"أنا الآن في مرحلة لا أعرف فيها إلى أين يتجه مساري المهني ... لهذا السبب سميناه 'Curtain Call' لأنه ربما يكون آخر عمل لنا. لا نعلم." 

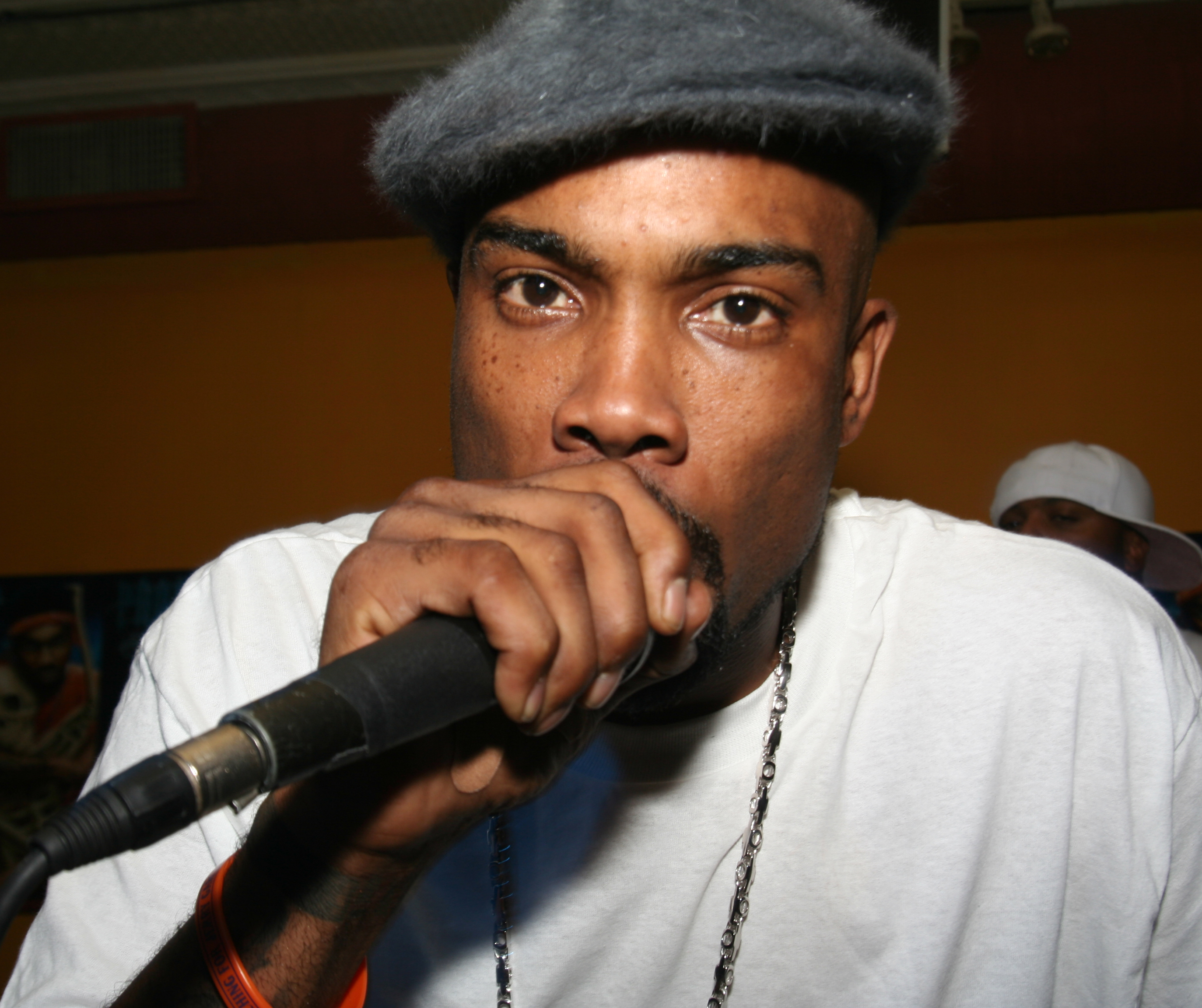
وفاة صديقه بروف عام 2006 كانت من أسباب دخوله في اكتئاب خلال فترة توقفه.

في أبريل 2006، قُتل صديقه المقرب وعضو دي12 (فرقة)، برهان (توضيح)، ما تسبب في أزمة نفسية لإمينيم.
بعد ثمانية أشهر، في 5 ديسمبر، أطلق ألبوم التجميع Eminem Presents: The Re-Up، وضم فنانين من شيدي ريكوردز بينهم Proof.

### 2007–2009: العودة وألبومRelapse
في سبتمبر 2007، أجرى إمينيم اتصالًا هاتفيًا بمحطة الراديو WQHT في نيويورك خلال مقابلة مع 50 سنت، حيث صرّح بأنه "في حالة من التردد" وكان "يفكر" فيما إذا كان سيصدر ألبومًا جديدًا أم لا، ومتى.
ثم ظهر مجددًا في سبتمبر 2008 عبر قناته Shade 45 على إذاعة سيريوس، وقال: «في الوقت الحالي، أركّز فقط على أعمالي الخاصة، وأُنتج الكثير من المقاطع. وكلما استمريت في الإنتاج، كلما شعرت أنني أتحسن، لأنني أبدأ في فهم الأمور أكثر».
وقد أكدت شركة إنترسكوب ريكوردز أن ألبومًا جديدًا سيصدر في ربيع 2009.
ووفقًا لبيان صحفي صدر في 5 مارس 2009، فإن إمينيم كان يخطط لإصدار ألبومين جديدين في نفس العام.
وصدر الألبوم الأول، انتكاس، في 19 مايو 2009، بعد طرح الأغنية المنفردة "We Made You" وفيديو كليبها في 7 أبريل.
ورغم أن مبيعات Relapse لم تكن على مستوى مبيعات ألبوماته السابقة وتلقى تقييمات متباينة، إلا أن الألبوم حقق نجاحًا تجاريًا وأعاد إمينيم إلى الساحة بقوة، إذ باع أكثر من خمسة ملايين نسخة عالميًا.
في 30 أكتوبر، قدّم أول عرض كامل له خلال العام في مهرجان Voodoo Experience بمدينة نيو أورلينز، وأدى خلاله مجموعة من أغاني Relapse إلى جانب عدد من أغانيه القديمة، مع ظهور خاص لأعضاء فرقة دي12 (فرقة).
وفي 19 نوفمبر، أعلن عبر موقعه الإلكتروني عن صدور ألبوم Relapse: Refill في 21 ديسمبر.
وكان هذا الإصدار نسخة موسعة من ألبوم Relapse تحتوي على سبع أغانٍ إضافية، من بينها "Forever" و"Taking My Ball".
وقد علّق إمينيم على الألبوم قائلًا:
 أردت أن أقدّم محتوى إضافيًا للجماهير هذا العام كما كنت أخطط منذ البداية ... آمل أن تُرضي هذه الأغاني الجديدة في The Refill الجماهير مؤقتًا إلى أن نُصدر Relapse 2 في العام القادم ... عدت للعمل مع دكتور دري ثم تعاونت مع عدد من المنتجين الآخرين، مثل جاست بليز، واتخذت اتجاهًا مختلفًا تمامًا مما جعلني أبدأ من الصفر. وكانت المقاطع الجديدة تبدو مختلفة تمامًا عن تلك التي كنت أنوي ضمّها إلى Relapse 2، لكن لا زلت أرغب في أن يسمع الجمهور تلك الأعمال السابقة. 

### 2009–2011:Recoveryولمّ الشمل مع Bad Meets Evil

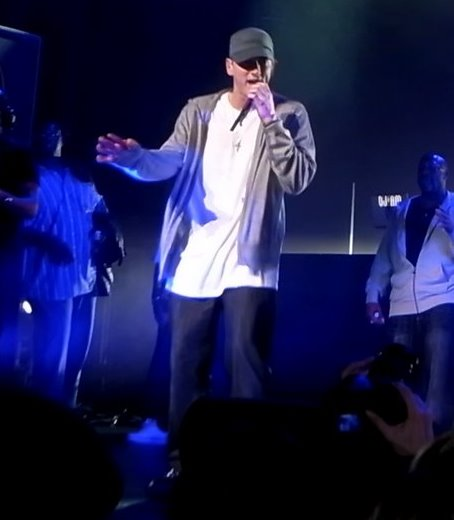
إمينيم يؤدي عرضًا مع دي12 (فرقة) في مايو 2009

في 14 أبريل 2010، نشر إمينيم تغريدة قال فيها: «لا يوجد Relapse 2». وبينما اعتقد متابعوه أنه لن يُصدر ألبومًا جديدًا، كان قد غيّر اسم الألبوم إلى Recovery وأكّد ذلك في تغريدة لاحقة كتب فيها "Recovery" مع رابط لموقعه الإلكتروني. وقد صرّح:
 كنت قد خططت لإصدار Relapse 2 العام الماضي، ولكن مع استمرار عملية التسجيل والعمل مع منتجين جدد، بدأت فكرة إصدار تكملة لـ Relapse تفقد معناها تدريجيًا، وأردت إصدار ألبوم جديد بالكامل. جاءت موسيقى Recovery مختلفة جدًا عن Relapse، وأعتقد أنها تستحق عنوانًا خاصًا بها. 
سُجّل ألبوم Recovery بين عامي 2009 و2010، وصدر في 18 يونيو. في الولايات المتحدة، باع الألبوم 741 ألف نسخة في أسبوعه الأول، وتصدر قائمة بيلبورد 200. وكان هذا سادس ألبوم متتالٍ يتصدر القائمة في الولايات المتحدة، كما تصدّر القوائم في عدد من الدول الأخرى. وبقي Recovery في صدارة بيلبورد 200 لخمسة أسابيع متتالية من أصل سبعة أسابيع في المجمل.
ذكرت بيلبورد أنه كان الألبوم الأكثر مبيعًا في عام 2010، ليصبح إمينيم أول فنان في تاريخ Nielsen SoundScan يحقق ألبومي السنة مرتين. كما يُعد Recovery أكثر ألبوم رقمي مبيعًا في التاريخ.
أُصدرت الأغنية الأولى "لست خائف (أغنية)" في 29 أبريل، وظهرت مباشرة في المركز الأول على قائمة Billboard Hot 100، وصدر فيديو الأغنية في 4 يونيو.
ثم تبعتها أغنية "أحب طريقتك في الكذب"، والتي ظهرت لأول مرة في المركز الثاني ثم وصلت إلى الصدارة. رغم أنها كانت الأغنية الأكثر مبيعًا في المملكة المتحدة لعام 2010، إلا أنها لم تصل إلى المركز الأول، وهي أول حالة كهذه منذ عام 1969.
ورغم بعض الانتقادات التي وُجّهت للألبوم بسبب عدم التناسق، فقد حاز على تقييمات إيجابية من معظم النقاد. واعتبارًا من 21 نوفمبر 2010، بلغت مبيعاته في الولايات المتحدة 3 ملايين نسخة.
وكان Recovery الألبوم الأكثر مبيعًا عالميًا في 2010، مما جعله ينضم إلى ذا إمينم شو (أكثر الألبومات مبيعًا في 2002)، ليصبح لإمينيم ألبومان احتلّا صدارة مبيعات العام عالميًا.
مع هذا الألبوم، حطم إمينيم الرقم القياسي لأكثر عدد من الألبومات المتتالية التي تصدرت قوائم الولايات المتحدة لفنان منفرد.
في يونيو 2010، أعلن إمينيم وجاي زي عن إحيائهما لحفلتين مشتركتين في ديترويت ونيويورك، ضمن جولة The Home & Home Tour. ونظرًا للطلب الكبير، أُضيفت حفلة أخرى في كل مدينة.
واختارت قناة بي إي تي إمينيم كأفضل مغني راب في القرن الحادي والعشرين.
وبفضل النجاح الكبير لـ Recovery وجولة Home & Home، تم اختيار إمينيم "أكثر مغني راب سخونة في الساحة" لعام 2010 من قِبل MTV، و"مغني العام" من مجلة HipHopDX.
وتعاون مجددًا مع ريهانا في أغنية "Love the Way You Lie (Part II)"، وهي تكملة لأغنيتهما السابقة.
في ديسمبر 2010، اختارت Billboard عودة إمينيم بـ Recovery كأفضل لحظة موسيقية لعام 2010. وفي نفس الشهر، تم الإعلان عن أن "Space Bound" ستكون الأغنية الرابعة المنفردة من الألبوم، بمقطع فيديو من بطولة ممثلة الأفلام الإباحية السابقة ساشا غراي؛ وتم إصدار الفيديو في 24 يونيو عبر متجر iTunes.

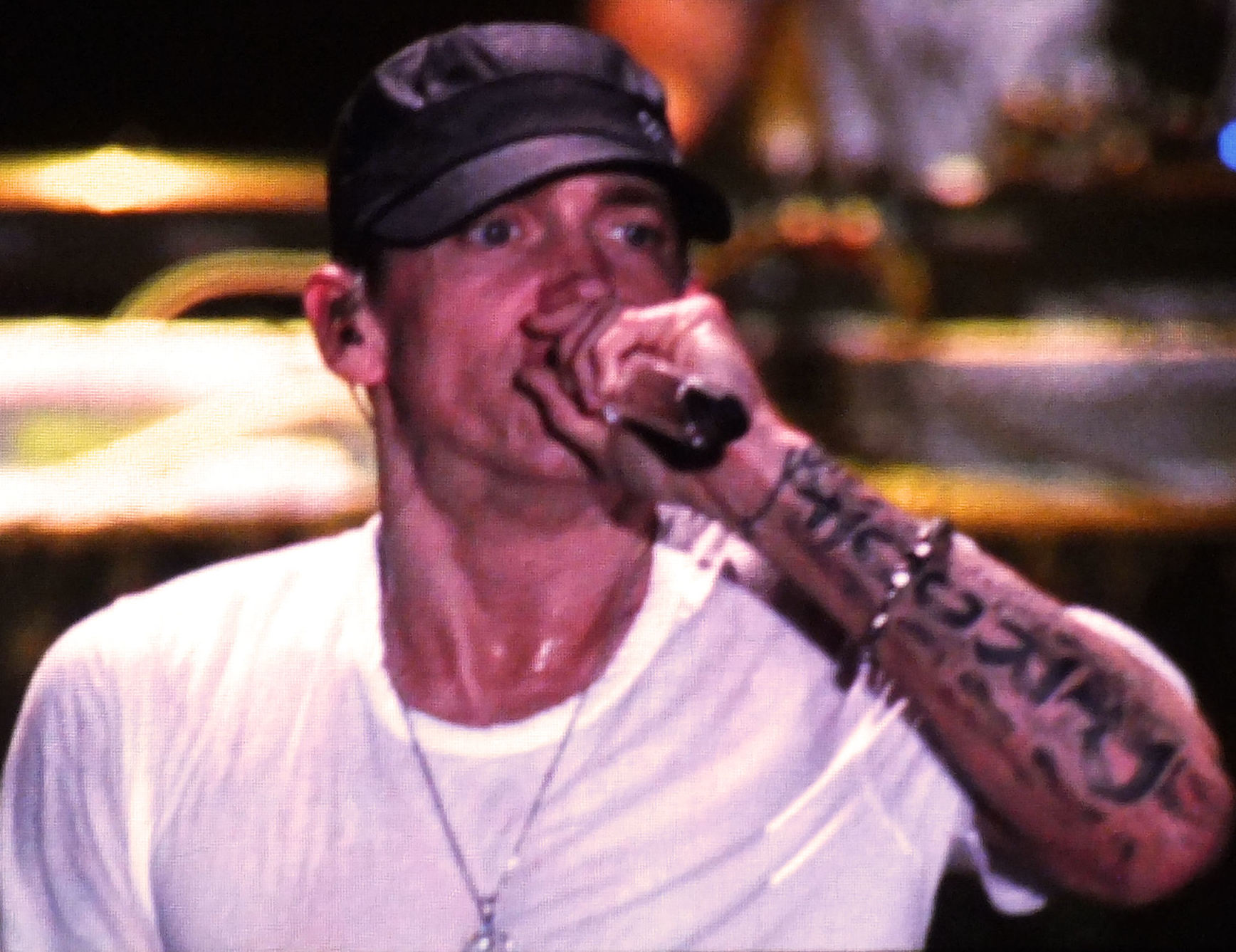
إمينيم يؤدي عرضًا في مهرجان لولابلوزا عام 2011

في عام 2010، عاد إمينيم للتعاون مع Royce da 5'9" في أول أسطوانة مطولة لهما كمجموعة Bad Meets Evil، التي شُكّلت عام 1998. وصدر الألبوم القصير Hell: The Sequel في 14 يونيو 2011.
وكان إمينيم قد شارك في أغنية Royce da 5'9" "Writer's Block"، والتي صدرت في 8 أبريل 2011.
ثم أطلقا الأغنية المنفردة "Fast Lane" في 3 مايو، وصُوّر لها فيديو كليب.
وفي مارس 2011، تم اعتماد كل من ذا إمينم شو وذا مارشال ماذرز إل بي كألبومات بلاتينية ماسية من قبل RIAA، ليصبح إمينيم أول مغني راب يحصل على ألبومين بشهادة ماسية.
ومع أكثر من 60 مليون إعجاب، كان الشخص الأكثر متابعة على فيسبوك آنذاك.
وكان أول فنان خلال خمس سنوات يصدر ألبومين يحتلان المركز الأول خلال 12 شهرًا (Recovery وHell: The Sequel).
في بداية 2011، سرّب أغنية "2.0 Boys"، التي شارك فيها Yelawolf وSlaughterhouse بعد انضمامهم إلى شيدي ريكوردز في يناير، وقدموا الأغنية حيًا في أبريل.
أصدر Bad Meets Evil أغنيتهم التالية "Lighters" في 6 يوليو، وتبعها فيديو كليب في أواخر أغسطس.
وفي 6 أغسطس، أدى إمينيم عددًا من أشهر أغانيه في مهرجان لولابلوزا، بمشاركة الفنانين الذين تعاون معهم في كل أغنية.

### 2012–2016:The Marshall Mathers LP 2، وShady XV، وSouthpaw
في 14 أغسطس 2013، عُرضت أغنية "Survival"، بمشاركة ليز رودريغز ومن إنتاج دي جي خليل، لأول مرة ضمن إعلان اللعب الجماعي للعبة الفيديو كول أوف ديوتي: جوستس. ووفقًا لبيان صحفي، كان من المقرر إصدار أول أغنية منفردة من ألبوم إمينيم الثامن قريبًا. وخلال حفل جوائز إم تي في للأغاني المصورة لعام 2013، أُعلن أن الألبوم سيحمل اسم The Marshall Mathers LP 2.
أُصدرت الأغنية الأولى "Berzerk" في 25 أغسطس، وظهرت لأول مرة في المركز الثالث على قائمة بيلبورد هوت 100. وصدر الألبوم الكامل في 5 نوفمبر، عبر شركات Aftermath Entertainment وShady Records وInterscope Records. احتوت النسخة الأساسية من الألبوم على 16 أغنية، بينما تضمنت النسخة الفاخرة قرصًا إضافيًا يضم خمس أغانٍ إضافية.
كان The Marshall Mathers LP 2 سابع ألبوم لإمينيم يتصدر قائمة Billboard 200، وسجّل ثاني أعلى مبيعات في أسبوعه الأول لعام 2013.
أصبح إمينيم أول فنان منذ فرقة البيتلز يحقق وجود أربع أغنيات له ضمن أفضل 20 أغنية على قائمة Billboard Hot 100 في نفس الوقت.
وفي المملكة المتحدة، ظهر الألبوم في المركز الأول على قائمة الألبومات، ليصبح أول فنان أمريكي يحقق سبعة ألبومات متتالية تحتل الصدارة، ويعادل بذلك رقم فرقة البيتلز كثاني أكثر الفنانين تحقيقًا لهذا الإنجاز في المملكة المتحدة. كما عزز الألبوم مكانة إمينيم كأكثر الفنانين مبيعًا في كندا، وكان الألبوم الأكثر مبيعًا عالميًا لعام 2013.
في 3 نوفمبر، تم تكريم إمينيم كأول "فنان العام" في جوائز موسيقى يوتيوب. وبعد أسبوع، تسلم جائزة "الأيقونة العالمية" في جوائز إم تي في أوروبا الموسيقية 2013.
وفي 10 يونيو 2014، أُعلن أن إمينيم هو أول فنان يحصل على شهادتي ألماس رقميتين من RIAA، لتجاوز مبيعات وبث أغنيتي "لست خائف (أغنية)" و"أحب طريقتك في الكذب" 10 ملايين نسخة لكل منهما.
في 11 و12 يوليو، قدّم إمينيم حفلتين في ملعب ويمبلي في لندن.
وفي النسخة السابعة والخمسين من جوائز الغرامي، فاز بجائزة أفضل ألبوم راب عن The Marshall Mathers LP 2، وبجائزة أفضل تعاون راب/غناء عن أغنية "The Monster" مع ريهانا.

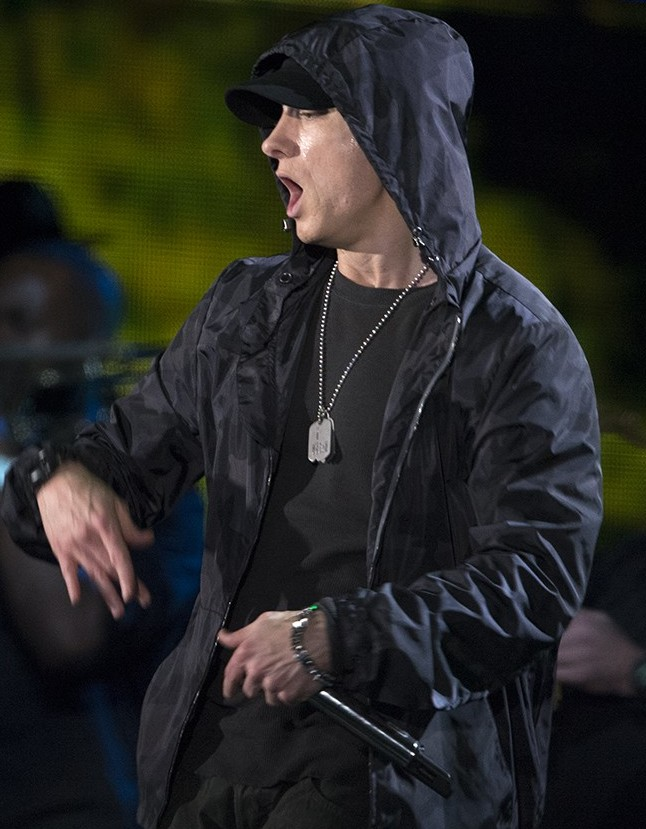
إمينيم يؤدي عرضًا في حفل Concert for Valor في العاصمة واشنطن عام 2014

في صيف 2014، بدأ إمينيم ومديره بول روزنبرغ استخدام الوسم #SHADYXV على وسائل التواصل الاجتماعي، وظهر إمينيم مرتديًا قميصًا يحمل هذا الوسم على المسرح. وتبين لاحقًا أن الاسم يعود إلى ألبوم تجميعي جديد تحت عنوان Shady XV، أُصدر من قبل Shady Records.
وسرعان ما صدرت أول أغنية منفردة من الألبوم بعنوان "Guts Over Fear" بمشاركة المغنية سيا. كما كُشف عن قائمة الأغاني في 29 أكتوبر.
أصدرت الشركة أيضًا مقطعًا لراب مرتجل للترويج للألبوم، تضمن أداءً مرتجلاً لإمينيم دام سبع دقائق.
أُصدر ألبوم Shady XV في 24 نوفمبر، خلال أسبوع الجمعة السوداء، وتكوّن من قرصين: الأول يضم أفضل أغاني Shady Records، والثاني يحتوي على مواد جديدة من فناني الشركة مثل دي12 (فرقة) وSlaughterhouse وBad Meets Evil وYelawolf.
دخل الألبوم قائمة Billboard 200 في المركز الثالث، محققًا مبيعات بلغت 138 ألف نسخة في أسبوعه الأول بالولايات المتحدة.
وفي 12 مارس 2015، أُصدر The Official Eminem Box Set، وهو مجموعة من عشرة أقراص فينيل تغطي مسيرة إمينيم الفنية. وتضمنت المجموعة سبعة من ألبوماته الثمانية الاستوديو (باستثناء Infinite)، إلى جانب ألبوم فيلم 8 Mile، وألبوم التجميع Eminem Presents: The Re-Up، ومجموعة أغانيه الأفضل Curtain Call: The Hits.
كان إمينيم المنتج التنفيذي لألبوم الموسيقى التصويرية لفيلم الدراما الرياضية Southpaw، عبر شركته Shady Records.
وكان أيضًا أول ضيف يجري مقابلة مع زين لوي على إذاعة Beats 1، وبُث اللقاء في 1 يوليو 2015.
كما ظهر إمينيم في برنامج تلفزيوني محلي بعنوان Only in Monroe، الذي يُنتج في مونرو، ميشيغان.
في يونيو 2015، أُعلن أن إمينيم سيشرف على الإنتاج الموسيقي لمسلسل تلفزيوني بعنوان Motor City، يستند إلى قصة فيلم Narc الصادر عام 2002.
وفي 19 أكتوبر 2016، أصدر إمينيم أغنية جديدة بعنوان "Campaign Speech"، وهي أغنية سياسية بأسلوب الهيب هوب، وأعلن أنه يعمل على ألبوم جديد.
وفي 17 نوفمبر 2016، أصدر نسخة معاد إتقانها من ألبومه الأول Infinite على قناته الرسمية في YouTube VEVO.
ثم أتبعه في 22 نوفمبر بعرض دعائي لفيلم وثائقي قصير مدته 10 دقائق بعنوان Partners in Rhyme: The True Story of Infinite.

### 2017–2019:RevivalوKamikaze

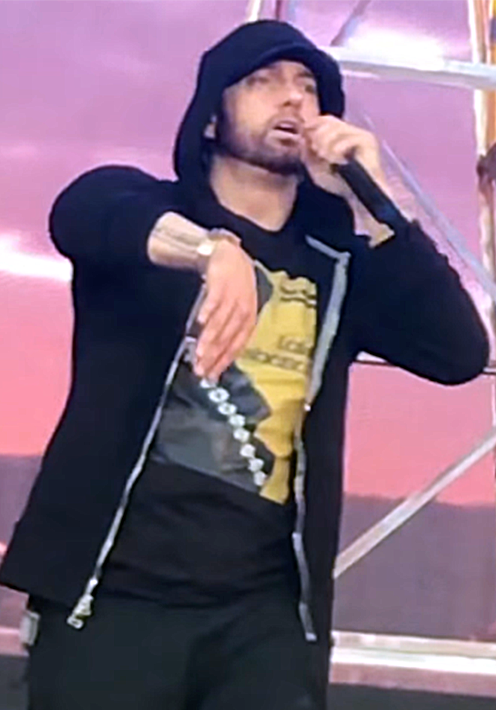
إمينيم يؤدي عرضًا حيًا في عام 2018

في فبراير 2017، شارك إمينيم في أغنية "No Favors" ضمن ألبوم بيغ شون I Decided. في الأغنية، وصف الرئيس الأمريكي المنتخب حديثًا دونالد ترامب بأنه "جبان"، كما تضمّنت كلمات مسيئة للمعلّقة السياسية المحافظة آن كولتر، إحدى أبرز داعمي ترامب. وقد ردّت كولتر قائلة: "من المؤسف أن اليسار، من بيركلي إلى إمينيم بأغانيه، قد ساهم في تطبيع العنف ضد النساء، كما فعل إمينيم".
شارك إمينيم في جوائز BET لموسيقى الهيب هوب 2017 ضمن فقرة "Cypher"، مقدّمًا أداءً ارتجاليًا بعنوان "The Storm"، وجّه فيه انتقادات حادة لترامب وإدارته، بسبب تركيزهم على احتجاجات لاعبي الدوري الوطني لكرة القدم الأمريكية أثناء النشيد الوطني، بدلاً من جهود الإغاثة بعد إعصار ماريا. كما انتقد تقاعسهم عن إصلاح قوانين حمل السلاح عقب إطلاق النار في لاس فيغاس 2017. واختتم الفقرة بتصريح مفاده أن "دعم ترامب يتعارض مع كونه من معجبي إمينيم". وقد نال الأداء إشادة واسعة من مغنّي الراب الآخرين.
وفي تقارير لاحقة، كُشف أن جهاز الخدمة السرية الأمريكية استجوب إمينيم بين عامي 2018 و2019 بسبب كلمات تهديدية موجّهة ضد ترامب وابنته إيفانكا.
في أواخر أكتوبر 2017، بدأ إمينيم ومديره بول روزنبرغ التلميح إلى ألبوم جديد بعنوان Revival، من خلال حملات ترويجية وهمية لعقار طبي يحمل الاسم نفسه. وفي نوفمبر، أصدر الأغنية المنفردة الأولى "Walk on Water" بمشاركة بيونسيه. وقدّم الأغنية لأول مرة في جوائز إم تي في الأوروبية 2017، مع سكاي لار غراي تؤدي مقاطع الغناء. وفي 28 نوفمبر، أكد دكتور دري أن موعد إصدار الألبوم سيكون في 15 ديسمبر 2017.
ورغم تسريب الألبوم على الإنترنت قبل يومين من موعده، صدر Revival في موعده المحدد. تبع ذلك إصدار الأغنية الثانية "River" بمشاركة إد شيران، في 5 يناير 2018.
دخل الألبوم المرتبة الأولى في بيلبورد 200 الأميركية، ببيع 197 ألف نسخة في أسبوعه الأول، ليصبح إمينيم أول فنان يصدر ثمانية ألبومات متتالية تحتل المرتبة الأولى.
مع ذلك، تلقّى الألبوم مراجعات متباينة إلى سلبية، ويُعتبر من أضعف أعمال إمينيم.
في عام 2018، أصدر نسخة موسعة من أغنية "Nowhere Fast" بمشاركة كيهلاني، ونسخة معدّلة من "Chloraseptic" بمشاركة 2 تشينز وPhresher.
في 31 أغسطس 2018، أصدر إمينيم ألبومه العاشر بعنوان Kamikaze، وهو ثاني ألبوم مفاجئ له خلال ثمانية أشهر فقط من إصدار Revival.
دخل الألبوم المرتبة الأولى في بيلبورد 200، ليصبح الألبوم التاسع على التوالي له الذي يحقق ذلك، بمبيعات بلغت 434 ألف وحدة في الأسبوع الأول.
جاء الألبوم كرد مباشر على الانتقادات التي وُجهت إلى Revival.
وقد دعم الألبوم بثلاث أغانٍ منفردة: "Fall"، و"Venom" المرتبطة بفيلم عام 2018، و"Lucky You".
في 15 أكتوبر 2018، أدّى إمينيم أغنية "Venom" مباشرة من الطابق 103 في مبنى إمباير ستيت ضمن برنامج جيمي كيميل لايف! كجزء من حملة ترويجية للألبوم.
وفي 1 ديسمبر 2018، أصدر إمينيم فيديو ارتجالي مدته 11 دقيقة بعنوان "Kick Off" على قناته في YouTube.
وخلال أوائل عام 2019، تعاون مع عدد من الفنانين، من بينهم Boogie، Logic، إد شيران، 50 سنت وConway the Machine.
وفي 23 فبراير 2019، احتفالًا بالذكرى العشرين لألبوم ذا سليم شيدي إل بي، أصدر إمينيم نسخة معاد إصدارها تتضمن نسخًا صوتية، ومقاطع خالية من الغناء، ونسخًا معدّلة للأغاني المخصصة للبث الإذاعي.

### 2020–2023:Music to Be Murdered ByوCurtain Call 2
في 17 يناير 2020، أصدر إمينيم ألبومًا مفاجئًا بعنوان ميوزك تو بي ميرديرد باي.
دخل الألبوم المرتبة الأولى في بيلبورد 200، محققًا مبيعات بلغت 279,000 وحدة مكافئة للألبوم في أسبوعه الأول.
وبذلك أصبح إمينيم أول فنان يصدر عشرة ألبومات متتالية تحتل المرتبة الأولى في الولايات المتحدة، وأحد ستة فنانين فقط لديهم عشرة ألبومات أو أكثر وصلت إلى صدارة التصنيف الأميركي.
أشاد النقاد بأسلوب إمينيم الغنائي وتحسن الإنتاج مقارنة بألبومه السابق Kamikaze، لكن بعضهم انتقد البنية المتكررة للأغاني، وقلة الابتكار، والاعتماد على عنصر الصدمة.
أثارت أغنية "Unaccommodating"، التي تتضمن إشارة إلى تفجير مانشستر أرينا 2017، جدلاً واسعًا؛ إذ وصف عمدة مانشستر كلمات الأغنية بأنها "مؤذية بلا داعٍ وغير محترمة للغاية"، كما أدانها بعض أقارب الضحايا وآخرون ممن تأثروا بالهجوم.
في 9 فبراير 2020، قدّم إمينيم أغنية "اخسر نفسك" في حفل توزيع جوائز الأوسكار الثاني والتسعين.
وفي 9 مارس 2020، نُشر فيديو كليب أغنية "Godzilla" عبر قناة Lyrical Lemonade في YouTube، وقد تجاوز عدد مشاهداته 691 مليون مشاهدة حتى أكتوبر 2022.
في 11 مارس، حصل ألبوم Music to Be Murdered By على شهادة الذهب من RIAA.
في 9 يوليو 2020، أعلنت ابنة كيد كودي أن والدها سيتعاون مع إمينيم في أغنية بعنوان "The Adventures of Moon Man & Slim Shady" التي صدرت لاحقًا في اليوم الموعود.
في 18 ديسمبر 2020، أُصدر إصدار فاخر من الألبوم بعنوان Music to Be Murdered By – Side B دون إعلان مسبق،
وقد احتوى على قرص إضافي يضم 16 أغنية جديدة.
أُرفق الإصدار بفيديو كليب لأغنية "Gnat"، من إخراج كول بينيت.
كما نُشرت فيديوهات غنائية (Lyric Videos) لأغنيتي "Alfred’s Theme" و"Tone Deaf"، والتي تضمّنت الأخيرة تحية للمغني الراحل كينغ فون.
دخل Side B المرتبة الثالثة في بيلبورد 200، محققًا بين 70 و80 ألف وحدة مكافئة، من بينها 25 إلى 30 ألف نسخة مباعة فعليًا.
في أغنية "Zeus"، قدم إمينيم اعتذارًا لـريهانا بسبب تسريب أغنية قديمة من جلسات ألبوم Relapse ظهر فيها وكأنه يدعم كريس براون، الذي أقرّ بذنبه في اعتداء عنيف عليها عام 2009.
شارك إمينيم مع بولو جي وMozzy في أغنية سكاي لار غراي "Last One Standing"، ضمن الموسيقى التصويرية لفيلم فينوم: فليكن هناك كارنيج، والذي صدر في 30 سبتمبر 2021.
كما شارك في عرض موسيقي مع إل إل كول جي خلال مراسم إدخاله قاعة مشاهير الروك آند رول في 30 أكتوبر 2021.
في 13 فبراير 2022، شارك في عرض ما بين الشوطين في سوبر بول LVI إلى جانب دكتور دري، سنوب دوغ، كيندريك لامار، وماري جي بلايج.
تعاون أيضًا مع سي لو غرين في أغنية "The King and I"، من إنتاج دكتور دري، ضمن الموسيقى التصويرية لفيلم Elvis للمخرج باز لورمان.
وفي 24 يونيو 2022، أصدر أغنية "From the D to the LBC" مع سنوب دوغ، معلنًا بذلك تصالحهما بعد خلاف سابق.
في 11 يوليو 2022، أعلن إمينيم عن ألبومه الثاني لأعظم الأغاني، بعنوان Curtain Call 2، والذي يُعد تكملة لألبوم Curtain Call: The Hits.
يشمل الإصدار الجديد أغانٍ من ألبومات Relapse حتى Music to Be Murdered By، بالإضافة إلى تعاونات موسيقية وأغانٍ من أفلام.
صدر الألبوم في 5 أغسطس 2022، وضم أغنية "The King and I"، و"From the D 2 the LBC"، و"Is This Love ('09)" بمشاركة 50 سنت.
وفي العام نفسه، أُدرج إمينيم ضمن أعضاء قاعة مشاهير الروك آند رول، حيث قدمه دكتور دري.
في يوليو 2023، وقعت شركة شيدي ريكوردز عقدًا مع مغني الراب إيزي ميل ضمن صفقة ثلاثية مع أفترماث للتسلية وإنترسكوب ريكوردز.
وفي 4 أغسطس 2023، أصدر إيزي ميل أغنية "Realest" بمشاركة إمينيم، التي وجّه فيها الأخير انتقادات للمغني ميللي ميل، بعد أن صرّح بأن شهرة إمينيم كأحد أعظم مغني الراب تعود إلى كونه أبيض البشرة.
وفي 3 نوفمبر، أصدر إمينيم نسخة موسعة من ألبومه The Marshall Mathers LP 2 احتفالًا بالذكرى العاشرة لصدوره.
تتضمن النسخة جميع الأغاني الأصلية بالإضافة إلى أغنية "Don't Front" بمشاركة Buckshot، والتي كانت سابقًا متوفرة حصريًا عبر حزمة Call of Duty: Ghosts أو إصدار Best Buy من ألبوم Shady XV.
كما تضم النسخة أيضًا نسخًا موسيقية (Instrumentals) لأغاني الألبوم المنفردة: "Survival"، "Berzerk"، "The Monster" (بمشاركة ريهانا)، "Rap God"، و"Headlights".

### 2024–الآن:The Death of Slim Shady (Coup de Grâce)والتعاونات
في حلقة من برنامج جيمي كيميل لايف! بتاريخ 19 مارس 2024، أعلن دكتور دري أن إمينيم يعتزم إصدار ألبوم جديد خلال العام ذاته.
وفي 25 أبريل، ظهر إمينيم إلى جانب روجر جوديل في مراسم افتتاح اختيار اللاعبين في دوري كرة القدم الأمريكية 2024 في ديترويت.
في الوقت نفسه، أعلن إمينيم عن ألبومه الثاني عشر بعنوان The Death of Slim Shady (Coup de Grâce)، مع موعد إصدار مخطط له في وقت لاحق من العام.
عرض تشويقي للألبوم عُرض على قناة NFL Network، يتناول بشكل قصير "قتل" شخصية Slim Shady ضمن نمط برامج الجريمة الحقيقية.
أُنتج الألبوم بواسطة دكتور دري وThe ICU.
صدر أول أغنية منفردة من الألبوم بعنوان "Houdini" في 31 مايو 2024، وتصدرت قوائم العديد من الدول، كما حققت المركز الأول في بيلبورد غلوبال 200 والمركز الثاني في بيلبورد هوت 100.
في 28 يونيو 2024، نشر إمينيم فيديو تشويقيًا للأغنية الثانية من الألبوم، "Tobey"، التي يشارك فيها مغنو الراب من ديترويت بيغ شون وBabyTron.
صدرت الأغنية في 2 يوليو، وتبعها في 5 يوليو إصدار فيديو كليب من إخراج كول بينيت.
صدر الألبوم المفاهيمي The Death of Slim Shady في 12 يوليو 2024 عبر شركات شيدي ريكوردز وأفترماث للتسلية وإنترسكوب ريكوردز.
حقق الألبوم المركز الحادي عشر لإمينيم في صدارة بيلبورد 200، منهياً بذلك سلسلة تصدر ألبومات تايلور سويفت للقائمة.
لاقى الألبوم مراجعات متباينة من النقاد، الذين أثنوا على مهارات إمينيم التقنية في الراب، بينما انتقدوا محتوى بعض الكلمات المثيرة للجدل.
افتتح إمينيم حفل جوائز إم تي في لموسيقى الفيديو لعام 2024 بأداء ذاتي الإشارة لأغنيتي "Houdini" و"Somebody Save Me".
وفي مايو 2025، فاز إمينيم بجائزتي فنان الهيب هوب المفضل وألبوم الهيب هوب المفضل عن The Death of Slim Shady (Coup de Grâce) في حفل جوائز الموسيقى الأمريكية 2025.
في 31 أغسطس 2024، أصدر مغني الراب إل إل كول جي أغنيته المنفردة "Murdergram Deux"، بمشاركة إمينيم، مما شكّل أول تعاون بينهما.
كما شارك إمينيم في أغنية "Gunz N Smoke" من ألبوم سنوب دوغ مبشر، الذي صدر في ديسمبر 2024، إلى جانب 50 سنت.
وفي يونيو 2025، أُطلقت أغنية "Animals (Pt. I)"، تعاون مع مغني الراب JID.

## البيئة الفنية

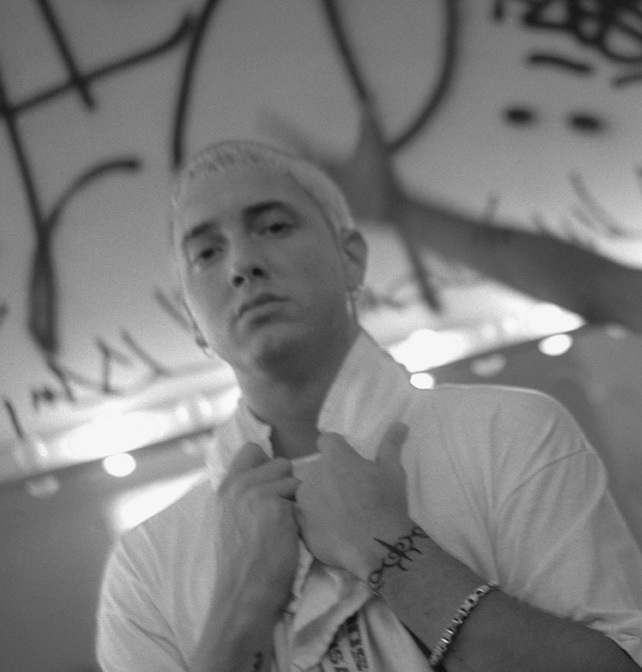
إمينيم يؤدي في ميونخ، ألمانيا في 1999.

استُشهد بإمينيم باستمرار كواحد من أعظم وأكثر الفنانين المؤثرين علي الإطلاق في أي جيل، مع رولينغ ستون التي وضعته في قائمة أعظم 100 فنان علي مر التاريخ، ولقبته بـ«ملك الهيب هوب».
بعد ألبوميه: اللانهائي (1996)، والأسطوانة المطولة لسليم شيدي (1997)، وقع إمينيم مع دكتور دري وشركته أفترماث للتسلية، حيث حققت رواج هائل في عام 1999 بألبوم دكتور دري عام 2001 المغسلة، وألبوم إمينيم ذا سليم شيدي إل بي الذي حقق له جائزة غرامي كأفضل ألبوم راب. ألبوميه الثانيين هما: ذا مارشال ماذرز إل بي (2000)، وذا إمينم شو (2002)، وقد حققا نجاحات هائلة علي مستوى العالم، حيث حقق كل منها شهادة ألماسية في المبيعات بالولايات المتحدة، وكلاهما حقق جائزة غرامي لأفضل ألبوم راب، ما جعله الفنان الأول الذي يفوز بالجائزة لثلاث ألبومات متتالية. بعدها أصدر إنكور (2004)، وحقق نجاح تجاري آخر لكن لم يكن بمستوي ألبوماته السابقة. وقع إمينيم في ثغرة الإدمان بعد جولته الغنائية لعام 2005، وأصدر في 2005 نداء الستائر: ذا هيتس الذي تضمن أكثر أغانيه شهرة. عاد بعدها بألبوم ريلابس (2009)، وريكوفري (2010)، وكلاهما حقق جائزة غرامي لأفضل ألبوم راب، وألبوم ريكوفري كان أكثر ألبوم مبيعا في عام 2010، وكان الألبوم الثاني له الذي يكون أكثر ألبوم مبيعا عالمياً لإمينيم بعد ألبوم ذا إمينم شو. ألبوم إمينيم الثامن كان ذا مارشال ماذرز إل بي 2 (2013)، وفاز بجائزتين غرامي؛ منها أفضل ألبوم راب، مما وسعت سجله كأكثر فنان فوًزاً بجائزة أفضل ألبوم راب، ومجموع جوائز الغرامي التي لديه هي 15 جائزة. بعدها أصدر إحياء في 2017، وكاميكازي في 2018.
إضافة إلى مسيرته الموسيقية، إمينيم بالأصل عضو في فرقة دي 12، وهو معروف أيضا بتعاونه مع زميله مغني الراب من ديترويت رويس دا 5'9". شكل الاثنين فرقة تُعرف بباد ميتس إيفيل. طور إمينيم مشاريع أخري تتضمن شيدي ريكوردز مع مدير أعماله باول روزنبرغ التي ساعدت في إطلاق مسيرة مهنية لفنانين اَخرين مثل 50 سنت. أنشأ إمينيم أيضا قناته الخاصة شيد 45 علي راديو سيريوس إكس إم، وفي نوفمبر 2002 بدأ التمثيل في فيلم الهيب هوب 8 أميال الذي فاز فيه بجائزة الأوسكار لأفضل أغنية أصلية عن أغنيته «اخسر نفسك» التي جعلته الرابر الأول الذي يحصل علي الجائزة. ظهر إمينيم أيضا بعدة أفلام منها: المغسلة (2001)، وأشخاص ظرفاء (2009)، والمقابلة (2014)، وأيضا ظهر في مسلسل أنتوراج (2010).
يعتبر إمينيم أفضل فنان مبيعا في عقد 2000 في الولايات المتحدة الأمريكية. علي مدار مسيرته، لديه 10 ألبومات حققت رقم 1 في بيلبورد 200، و5 أغاني رقم 1 في بيلبورد هوت 100، وهو الفنان الوحيد الذي لديه 9 ألبومات متتالية تحتل المركز الأول في بيلبورد 200 مع أكثر من 220 مليون تسجيل غنائي مباع حول العالم. يُعد إمينيم من بين أفضل الفنانين مبيعا علي الإطلاق.
يقوم إمينيم عادة بالنقد الحاد حد التجريح في أغانيه، وبمهاجمة أحد الشخصيات المعروفة، ومنها أغنية «فقط إخسره» (بالإنجليزية: Just Lose It) التي هاجم بها ملك البوب الأسطورة مايكل جاكسون، أثرها واجه إمينيم نقداً لاذعاً من النقاد والنجوم. وأغنية «من يعلم» "Who Knew" التي هاجم بها الرئيس السابق كلينتون.

### سليم شيدي
وهي شخصية اخترعها إمينيم في سنة 1997، وكانت شخصية عدائية وصفها إمينيم بأنها شخصيته لكن مع بعض المخدرات والفودكا. كان إمينيم يعبر عن غضبه من أشياء عديدة بهذة الشخصية، ويهين الكثير من الشخصيات الشهيرة.

### صورته وتأثيره

جرافيتي إمينيم في شانغهاي (الصين).

## الحياة الشخصية
كان إمينيم متزوجا مرتين من «كيمبرلي آن سكوت»، والذي التقي بها في المدرسة الثانوية. التقي للمرة الاولي بكيمبرلي وكان عمره 15 عاما وكانت كيم 13 عاما بينما كان واقفا على طاولة مع قميصه يغني «أنا سئ» لإل إل كول جي. كانت كيمبرلي قد هربت من منزلها عندما كانت مراهقة مع أختها التوأم «دون». انتقل مارشال مع والدته عندما كان عمره 15 عاما، وقد عاشت كيم وأختها مع مارشال ووالدته. بدأت كيم بعلاقتها بمرشال في عام 1989، وتزوجا في عام 1999. وفي عام 2000، طلبت الطلاق، وانفصل الزوجان في عام 2001. ولكنهما تزوجا مرة ثانية في يناير / كانون الثاني 2006. وتم طلاقهما الثاني في ديسمبر من نفس العام، واتفق الزوجين علي تقاسم حضانة ابنتهما، «هايلي جايد سكوت» (من مواليد 25 ديسمبر 1995).

### أبناؤه
كان إمينيم الواصي القانوني علي أخيه غير الشقيق «ناثان» (مواليد 1986)، والذي ذكره في أغنيتي: «والدتي» "My Mom"، و«أنظف خزانة ملابسي» "Cleanin' Out My Closet". كما أثمر زواجه من زوجته السابقة «كيمبرلي آن سكوت»، عن ولادة ابنته «هايلي جايد سكوت ماذرز» في 25 ديسمبر 1995. كما قام إمينيم بإهدائها أغنية «طائر محاكي» "Mockingbird" من ألبوم إنكور. وقد ظهرت في أغنية «والدي أصبح مجنونا» "My Dad's Gone Crazy". وذكرها في أغنية «'97 بوني & كلايد» "'97 Bonnie & Clyde". كما تبني المغني فتاتين هن: «ألينا» (3 مايو 1993)؛ شقيقة زوجته السابقة، و«ويتني» (16 أبريل 2002)؛ ابنة زوجته السابقة «كيم» من علاقة سابقة. ويُظهر إمينيم حبه لبناته في العديد من الأغاني، مثل «أغنية هايلي»، و«طائر محاكي»، و«أمر ببعض التغييرات».

### صداقته مع المغني دليل

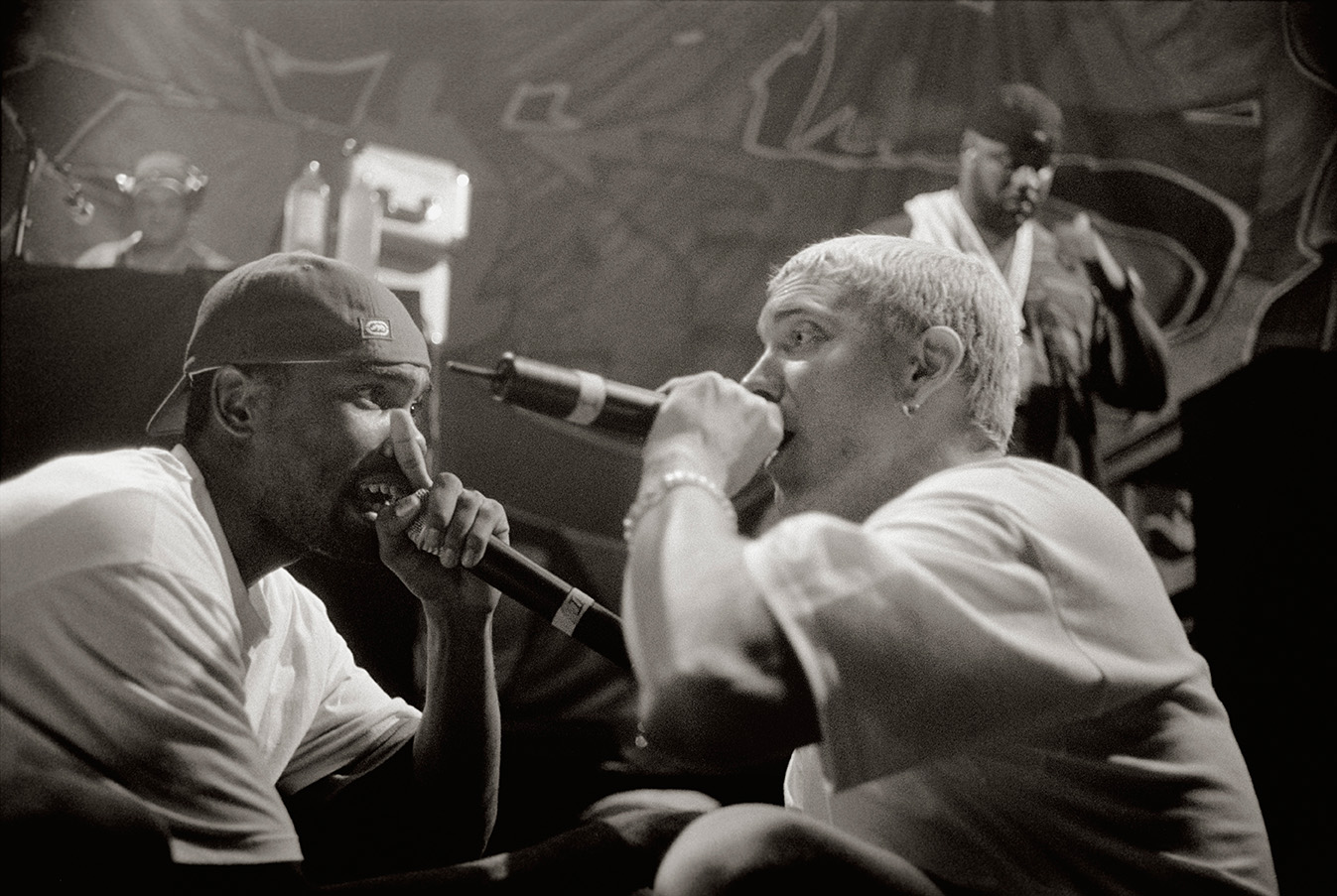
إمينيم ودليل يؤديا في 1999.

في أواخر 1980، كان دليل ينظم معارك بين مغني الراب. هذا الدور المركزي الذي كان يلعبه في ساحة الراب الفنية في أكبر مدن ولاية ميشيغان الأمريكية، ديترويت، أكسبه اسم «عمدة الهيب هوب في ديترويت».
وقد اكتشف عددا من نجوم الراب الحاليين أمثال: أوبي ترايس، وإمينيم. هذا الأخير الذي ارتبط مع دليل بعلاقة صداقة طويلة أنشأ خلالها مجموعة دي12. وقد حققت المجموعة نجاحاً باهراً في وقت مبكر إبان سنوات 2000، بسبب شعبية إمينيم المتزايدة. بعد أن تصدر ألبومين لهما ترتيب الأغاني في الولايات المتحدة الأمريكية، قام دليل في عام 2002 بعد تلقيه دعوة من صديقه إمينيم والمخرج كورتيس هانسون بلعب دور «ليل تيك» في 8 أميال.
في 11 أبريل 2006، قُتل دليل بطلقتين في جسمه بعد خروجه من نادي سي سي سي في، طريق 8 أميال، ديترويت، بسبب حرب عصابات بعد قتله لغريم له يُدعي «كيث بندر جونيور». وقد كشفت التحقيقات أن المسؤول عن قتله هو «ماريو إثيريدج»، حارس أمن النادي. ورغم نقله علي وجه السرعة إلي مستشفى الطوارئ، إلا أنه توفي قبل وصوله.
شُيعت جنازته التي أُقيمت في ديترويت في 19 أبريل 2006، بحضور إمينيم وجميع أعضاء فرقة دي12، بالإضافة إلي 50 سنت والعديد من الفنانين الآخرين. وقد أشاد به إمينيم في العديد من المناسبات، وحتي في ألبومه ريلابس الذي خصص له أغنيتين فيه هما: «ديجاڤو»، و«جميلة».
في 18 يونيو 2010، أصدر إمينيم ألبومه السابع ريكوفري، والذي تضمن تكريما وثناءا كبيرا لصديقه دليل في أغنيتي: «أمر ببعض التغييرات»، و«أنت لم تنتهي أبدا».

### مشاكله مع المخدرات

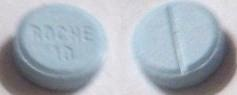
كان إمينيم يعتمد ولفترة طويلة علي الديازيبام.

تحدث إمينيم علناً عن إدمانه واستهلاكه للعقاقير الطبية، بما في ذلك الفيكودين والأمبين والديازيبام، فوفقا لأحد أعضاء فرقة دي12، استطاع إمينيم التغلب علي إدمانه للمخدرات والكحول منذ عام 2002. لكنه تحول إلي إدمان المهدئات مثل الزولبيديم لتخفيف مشاكل نومه، وقد بدأ الأمر خلال إنتاج فيلم 8 أميال، حيث كان المغني يعمل أكثر من 16 ساعة في اليوم، مما تسبب له باضطرابات وأرق شديدين. فأعطاه زميل له شريط أمبين وشجعه للحصول علي وصفة طبية، لتكون هذة أول عودة لإمينيم للمخدرات، والتي ستؤثر عليه لعدة سنوات. بالقرب من نهاية الإنتاج صرح إمينيم في عام 2010:
«"في أسوأ أيام إدماني كنت استهلك ما بين 40 إلي 60 جرعة ديازيبام (مزيل القلق)، وأكثر من 20 جرعة فيكودين (مسكنات) في اليوم الواحد... فالمخدرات كانت تجعلني أنام لأكثر من ساعتين فقط، لذلك كنت أزيد الجرعة."»
خلال تلك الفترة، ارتفع وزن المغني إلي 230 رطل (100 كيلوغرام)، بسبب انتظامه علي أكل الوجبات السريعة، حيث صرح المغني:
«"كان الأطفال الذين يقفون في الصف يعرفونني، ولم يكن يزعجهم أين اجلس سواء في مطعم دينيس Denny's أو مطعم بيغ بوي Big Boy، وأن أكل لوحدي، كان الأمر محزنا".»

### المثلية
تسببت بعض كلمات أغاني إمينيم ضد المثليين بحملة كراهية ضده شنتها العديد من الجمعيات المناصرة للمثليين، والتي بلغت حد محاولة أحد السياسيين الأستراليين منعه من دخول البلاد. وخلال مقابلة استمرت 60 دقيقة، صرح إمينيم للصحفي أندرسون كوبر بنفيه جل التهم الموجهة إليه قائلا: «أنه عندما كان يستخدم كلمات مثل:«Faggot»، و«Queer» فإنها تُستخدم عموما للإزدراء حسب سياق القصة، وليست موجهة تحديدا نحو المثليين».
في 21 فبراير 2001، ليلة حفل توزيع جوائز الغرامي الثالث والأربعين، والتي حصد إمينيم خلالها 3 جوائز منها أفضل ألبوم راب عن ألبوم ذا مارشال ماذرز إل بي، رغم احتجاج جمعية إل جي بي تي خارج ستيبلز سينتر في لوس أنجلوس علي ذلك، وقام إمينيم بعدها بالغناء رفقة المغني البريطاني المثلي الجنس إلتون جون، ليؤكد عدم معاداته للمثليين.
عندما سألته صحيفة نيويورك تايمز عن إضفاء الشرعية علي زواج المثليين في ميشيغان، أجاب إمينيم: «أعتقد إذا كان هناك شخصان يحبان بعضهما البعض، فماذا بحق الجحيم؟ أعتقد أنه يجب أن تُتاح للجميع فرصة أن يكونوا بائسين بنفس القدر، إذا يريدون»، مضيفا أن «نظرة شاملة علي الأمور أكثر نضجا مما كانت عليه».

### آراءه السياسية والدينية

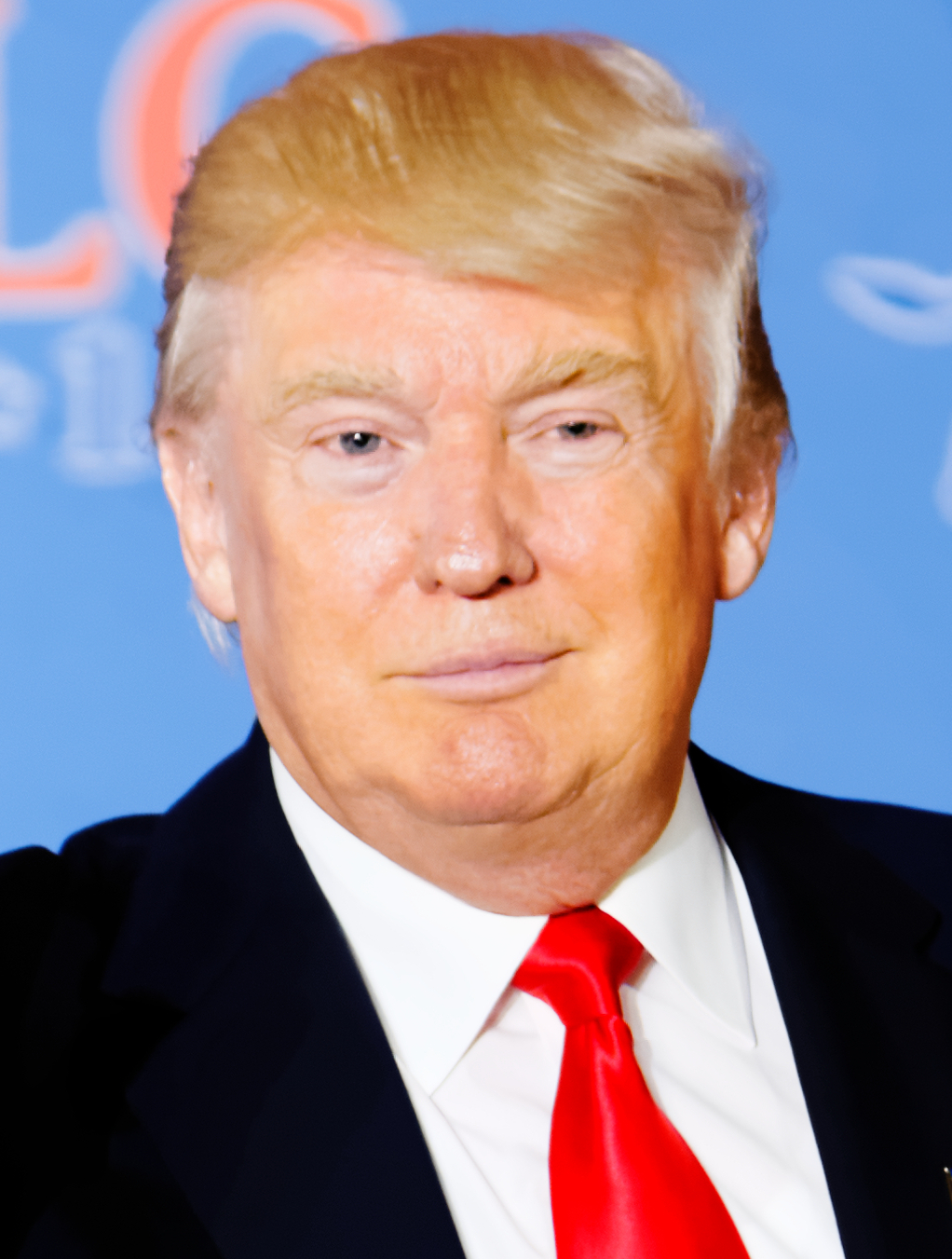
الرئيس دونالد ترامب، والذي انتقده إمينيم في «خطاب حملة».

في عام 2009، قال إمينيم في مقابلة له أنه لم يُربي علي التعاليم الكاثوليكية، ولكنه الآن أصبح يصلي أكثر. ورغم ذلك، سخر من ديانته في أغانيه مثل أغنية «قدوة في الحياة» "Role Mode".
على الرغم من أنه لا يعتبر نفسه فنانا ملتزما سياسيا، إلا أن إمينيم أعرب مرارا عن ازدرائه لسياسات الرئيس الأمريكي السابق جورج دبليو بوش، حيث ندد علنا بنواياه السيئة بغزو العراق في أغنيته «موش». كما اتهم الحكومة والشعب الأمريكي بأنهم السبب في صعود بن لادن لهذة القوة. لكنه ذهب إلي أبعد من ذلك في أغنية «نحن الأميركيين» "We As Americans" من ألبوم إنكور، حيث صرح علنا في رغبته بوفاة الرئيس. كما ندد كذلك بالحزب الجمهوري في العديد من الأغاني مثل: «رقص المربع» "Square Dance" أو «أمريكا البيضاء» "White America".
خلال الانتخابات الرئاسية الأمريكية 2008، صوت إمينيم للمرشح الديمقراطي باراك أوباما.
في 19 أكتوبر 2016، خرج إمينيم عن صمته بنشره لفيديو علي موقع يوتيوب مدته تقارب ثمانية دقائق بعنوان «خطاب حملة» (Campaign Speech). تضمن انتقادات لاذعة للمرشح الجمهوري في الانتخابات الرئاسية الأمريكية 2016 «دونالد ترامب» ومؤيديه. أكد فيه أن ترامب يمثل الخطر الحقيقي علي الولايات المتحدة.

## القضايا والخلافات القانونية
في عام 1999، قامت والدة إمينيم بمقاضاته بسبب التشهير بها، خصوصا في أغنية «اسمي هو» "My Name Is". والمطالبة بمبلغ 10,000,000 دولار كتعويض عن الأضرار، لكنها لم تحصل منها إلا علي 2,000 دولار فقط في عام 2001.
في 3 يونيو 2000، أُلقي القبض علي إمينيم بسبب مشادة كلامية مع شخص يدعى «دوغلاس ديل» في Car-audio Store في رويال أوك، ميشيغان، حيث أخرج إمينيم بندقية فارغة وصوبها علي الأرض. في اليوم الموالي، رأي إمينيم زوجته السابقة «كيم» تقبل في موقف للسيارات في هوك روك كافية شخصا يُدعي «جون جيرايرا»؛ حارس ملهى ليلي، ليعتدي عليه ويتم اعتقاله. وُجهت لمغني الراب تهم بحيازة السلاح وإخفائه، مع إسقاط تهمة الإعتداء الجسدي ضد «جيرايرا» أثر تنازل الأخير مقابل تسوية ودية. اعترف المغني بكل التهم وحُكم عليه بسنتين في السجن مع إطلاق سراح مشروط. وقد جسد إمينيم اعتداءه علي «جون جيرايرا» في مشهد هزلي بعنوان «القبلة»، في ألبومه ذا إمينم شو.
في 7 يوليو 2000، حاولت زوجته السابقة «كيم» الانتحار عن طريق قطع معصميها، وتابعت إمينيم قضائيا بدعوي التشهير بها بعد وصف قتلها في أغنيته «كيم». في 26 أكتوبر 2000، كان من المقرر أن يُحيي إمينيم حفلا في مركز روجرز، تورونتو، ولكن محافظ أونتاريو أراد إلغاء زيارته بدعوي أنه: «لا يُحبذ وجود رجل يعامل النساء معاملة سيئة». حيث عبر عن صدمته من «كيم» بالشتائم والعنف المتضمن في أغنية «سأقتلك». لكن بعد نقاش طويل رأى الرأي العام أن سبب ذلك هو نوع العمل الذي يقوم به إمينيم، والذي يقتضي منه استعمال تلك الألفاظ، ليُسمح له بإقامة الحفل.
في عام 2001، رفع عامل نظافة أمريكي يُدعي «دي أنجلو بيلي» دعوى ضد إمينيم متهما إياه بغزو حياته الخاصة من خلال نشر معلومات كاذبة في أغنية «تلف في الدماغ» (Brain Damage)، من ألبوم ذا سليم شيدي إل بي، وهي الأغنية التي تصوره كشاب متنمر سئ وعنيف في المدرسة، مطالبا إياه بمبلغ مليون دولار كتعويض بالرغم من اعترافه بالتنمر علي إمينيم في المدرسة. في 20 أكتوبر 2003، رُفضت الدعوي وحكمت القاضية «ديبورا سيرفيتو»، والتي نطقت بالحكم، أنه من الواضح للجمهور أن كلمات الأغنية مُبالغ فيها أصلا وليست حقيقية.
في 28 يونيو 2001، حُكم علي إمينيم بالخضوع لفترة مراقبة لمدة سنة وبالعمل في الخدمة الإجتماعية، وغرامة قُدرت بحوالي 2000 دولار علي تهم بحيازة السلاح بشهادة موظف في شركة سيكوباتيك ريكوردز.
في 31 مارس 2002، قدم عازف البيانو الفرنسي جاك لوسير (Jacques Loussier) دعوى قضائية مطالبا بمبلغ 10,000,000 دولار ضد إمينيم ودكتور دري، مدعيا أن أغنية «سأقتلك» مأخودة من لحن معزوفته "Pulsion". وطالب لوسير بوقف مبيعات الألبوم ذا مارشال ماذرز إل بي، وتدمير أي نسخ أخري متبقية. وتم تحديد موعد المحاكمة في يونيو 2004، لكن تم حل الخلاف وتسوية القضية في وقت لاحق.
في 8 ديسمبر 2003، أفاد مكتب الخدمة السرية للولايات المتحدة بأنها «تتحري» التهديدات التي وجهها مغني الراب إمينيم ضد الرئيس جورج دبليو بوش في أغنتيته «نحن الأميركيين»، والتي عبر فيها عن رغبته في قتل الرئيس.
في عام 2007، رفعت شركة إمينيم للنشر والموسيقي «ثمانية أميال ستايل» ومارتن أفيلياتد دعوى قضائية ضد شركة أبل وشركة أفترماث للتسلية، مدعيين أن شركة أفترماث لم يكن مخول لها قط التفاوض علي صفقة مع شركة أبل للتنزيل الرقمي لأكثر من 93 أغنية لإمينيم علي آي تيونز أبل. لكن بعد فترة وجيزة من بدء المحاكمة، تمت تسوية القضية ضد أبل في أواخر سبتمبر 2009.

## أعماله الموسيقية

### ألبومات إستديو
| السنة | الالبوم                              |
| ----- | ------------------------------------ |
| 1996  | اللانهائي Infinite                   |
| 1999  | ذا سليم شيدي إل بي The Slim Shady LP |
| 2000  | ذا مارشال ماذرز إل بي                |
| 2002  | ذا إمينم شو The Eminem Show          |
| 2004  | إنكور                                |
| 2009  | ريلابس                               |
| 2010  | ريكوفري                              |
| 2013  | ذا مارشال ماذرز إل بي 2              |
| 2017  | Revival                              |
| 2018  | Kamikaze                             |
| 2020  | ميوزك تو بي ميرديرد باي              |
| 2024  | موت سليم شادي (ضربة الرحمة)          |

### ألبومات تجميعية وأسطوانات مطولة ومجموعات الصندوق
| السنة | الالبوم                                        |
| ----- | ---------------------------------------------- |
| 1997  | الأسطوانة المطولة لسليم شيدي                   |
| 2002  | 8 أميال 8 Mile Soundtrack                      |
| 2004  | الأغاني المنفردة                               |
| 2005  | نداء الستائر: ذا هيتس                          |
| 2006  | إمينيم يقدم: ذا ري-أب                          |
| 2014  | شادي إكس في                                    |
| 2015  | الأعسر: موسيقى من ومستوحاة من الفيلم السينمائي |
| 2015  | ذا فينيل إل بيز                                |

### ألبومات بالتعاون
| السنة | الألبوم                                 |
| ----- | --------------------------------------- |
| 2001  | ليلة الشياطين (مع دي12)                 |
| 2004  | دي 12 ورلد (مع دي12)                    |
| 2006  | إمينيم يقدم: ذا ري-أب (مع شيدي ريكوردز) |
| 2011  | الجحيم: التتمة (مع باد ميتس إيفيل)      |
| 2014  | شادي إكس في (مع شيدي ريكوردز)           |

### عناوين مهمة
| السنة | الأغنية                                                 |
| ----- | ------------------------------------------------------- |
| 1999  | "اسمي هو" My Name Is                                    |
| 2000  | "سليم شادي الحقيقي" The Real Slim Shady                 |
| 2000  | "ذا واي آي آم"                                          |
| 2000  | "ستان" (بالتعاون مع دايدو)                              |
| 2002  | "ويث أوت مي"                                            |
| 2002  | "أنظف خزانة ملابسي"                                     |
| 2002  | "اخسر نفسك"                                             |
| 2004  | "ماي باند" My Band (مع دي12)                            |
| 2004  | "فقط إخسره"                                             |
| 2004  | "مثل لعبة الجنود"                                       |
| 2005  | "عندما أرحل"                                            |
| 2009  | "كراك آ بوتل" (بالتعاون مع دكتور دري و50 سنت)           |
| 2009  | "نحن صنعناك"                                            |
| 2009  | "جميلة"                                                 |
| 2010  | "لست خائف" Not Afraid                                   |
| 2010  | "لوف ذا واي يو لاي" (بالتعاون مع ريانا)                 |
| 2010  | "سبيس باوند"                                            |
| 2011  | "لايترز" (مع فرقة باد ميتز إيفل بالتعاون مع برونو مارس) |
| 2013  | "بيرزيرك"                                               |
| 2013  | "إله الراب"                                             |
| 2013  | "النجاة"                                                |
| 2013  | "ذا مونستر" (بالتعاون مع ريانا)                         |

## أعماله السينمائية

### سينما
| سنة  | فيلم            | دور                          | ملاحظات |
| ---- | --------------- | ---------------------------- | --- |
| 2000 | دا هيب هوب ويتش | بنفسه                        | |
| 2001 | المغسلة         | كريس                         | مشهد تم اقتطاعه |
| 2002 | 8 أميال         | جيمي سميث جونيور "بي-رابيت". | - جائزة الأوسكار لأفضل أغنية أصلية ("اخسر نفسك") - جائزة أفضل أداء لأغنية في فيلم سينمائي ("اخسر نفسك") - جائزة بي إم أي للسينما والتلفزيون لأفضل موسيقى ("اخسر نفسك") - جائزة بي إم أي للسينما والتلفزيون لأفضل أداء أغنية في فيلم ("اخسر نفسك") - جائزة اختيار النقاد لأفضل أغنية ("اخسر نفسك") - جائزة إم تي في للأفلام لأفضل أداء ممثل جديد - جائزة إم تي في للأفلام لأفضل أداء رجالي - جائزة اختيار المراهقين عن أفضل ممثل في فيلم درامي - (ترشيح) جائزة جمعية شيكاغو لنقاد السينما لأفضل أداء واعد - (ترشيح) جائزة غولدن غلوب لأفضل أغنية أصلية ("اخسر نفسك") - (ترشيح) جائزة ساتالايت لأفضل أغنية أصلية ("اخسر نفسك") - (ترشيح) جائزة غرامي لأفضل أغنية مكتوبة من أجل السينما أو التلفزيون أو وسائل الإعلام المرئية الأخري ("اخسر نفسك") - (ترشيح) جائزة جمعية فينيكس لنقاد السينما لأفضل أغنية أصلية ("اخسر نفسك") (ترشيح) جائزة بلاك ريل لأفضل موسيقى تصويرية أصلية |
| 2009 | أشخاص ظرفاء     | بنفسه                        | مشهد |
| 2014 | المقابلة        | بنفسه                        | مشهد |

### تلفزيون
| سنة                           | برنامج            | دور                                        | ملاحظات |
| ----------------------------- | ----------------- | ------------------------------------------ | --- |
| 1999 2000 2002 2004 2010 2013 | ساترداي نايت لايف | ضيف البرنامج                               | الموسم 25، الحلقة 3: "نورم ماكدونالد/دكتور دري، سنوب دوغ وإمينيم" الموسم 26، الحلقة 1: "روب لوو/إمينيم" الموسم 27، الحلقة 19: "كيرستين دانست/إمينيم" الموسم 30، الحلقة 4: "كيت وينسليت/إمينيم" الموسم 36، الحلقة 10: "جيف بريدجز/إمينيم وليل وين" الموسم 39، الحلقة 5: "كيري واشنطن/إمينيم" |
| 2000                          | ذا سليم شادي شو   | إمينيم، مارشال ماذرز، سليم شادي، كين كانيف | سلسلة ويب |
| 2004                          | كرانك يانكرز      | بيلي فليتشر                                | الموسم 3، الحلقة 1 : "إمينيم وتريسي مورغان" |
| 2010                          | أنتوراج           | بنفسه                                      | الموسم 7، الحلقة 10: "اخسر نفسك" |
| 2013                          | ديترويت رابر      | بنفسه                                      | سلسلة ويب الموسم 1، الحلقة 1 أيضا منتج تنفيذي |
| 2013                          | جوناتان روس شو    | بنفسه                                      | الموسم 5، الحلقة 6 |

### وثائقيات
| سنة  | فيلم                                                  | دور   | ملاحظات            |
| ---- | ----------------------------------------------------- | ----- | ------------------ |
| 2003 | 50 سنت: النسل الجديد                                  | بنفسه | ضيف                |
| 2004 | الوجه المظلم لإمينيم (إمينيم أكا) للمنتج مايك كوربيرا | بنفسه | دور رئيسي عن حياته |
| 2011 | إمينيم ساحر الهيب هوب الأبيض                          | بنفسه | وثائقي عن نفسه     |
| 2012 | شيء من لا شيء: فن الراب                               | بنفسه | ضيف                |
| 2012 | كيفية كسب المال من بيع المخدرات                       | بنفسه | ضيف                |
| 2015 | لست خائف: قصة شيدي ريكوردز                            | بنفسه | دور رئيسي          |
| 2015 | Stretch and Bobbito: Radio That Changed Lives         | بنفسه | ضيف                |

### ألعاب فيديو
| سنة  | فيلم              | دور                               | ملاحظات           |
| ---- | ----------------- | --------------------------------- | ----------------- |
| 2005 | 50 سنت: ضد الرصاص | Detective McVicar المحقق ماكفيكار | صوت وتجسيد للصورة |

## الجولات الموسيقية

### جولات فردية

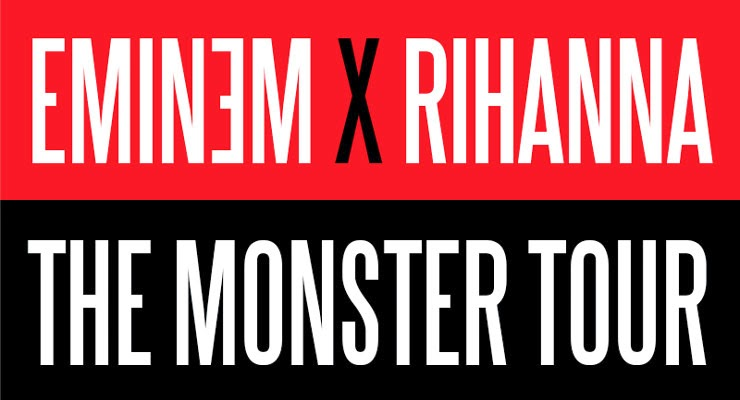
شعار جولة الوحش سنة 2014.

| سنة       | اسم الجولة     |
| --------- | -------------- |
| 2010–2012 | ذا ريكوفري تور |
| 2014      | رابتشر تور     |

### مع فنانين آخرين

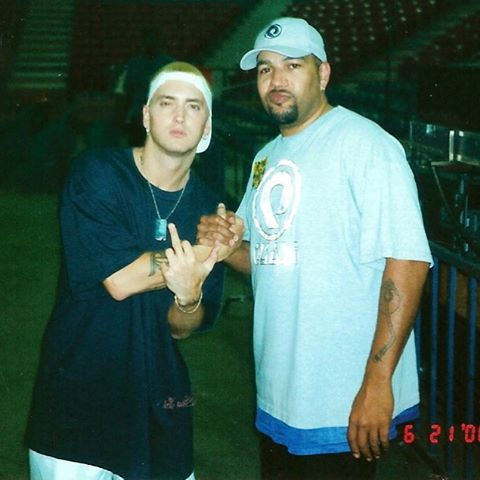
إمينيم، في جولة أب إن سموك في ملعب أركو أرينا.

| سنة         | اسم الجولة         | ملاحظات                                   |
| ----------- | ------------------ | ----------------------------------------- |
| 2000        | جولة أب إن سموك    | مع (دكتور دري، سنوب دوغ، آيس كيوب وآخرون) |
| 2002 – 2005 | جولة إدارة الغضب   | مع (ليمب بيزكت وبابا روتش)                |
| 2010        | ذي هوم أند هوم تور | مع (جي-زي)                                |
| 2014        | جولة الوحش         | مع (ريانا)                                |

### مؤلفات
| عنوان         | سنة  | عدد الصفحات |
| ------------- | ---- | ----------- |
| الأشقر الغاضب | 2000 | 148         |
| ذا واي آي آم  | 2008 | 208         |

## جوائز وترشيحات
حاز إمينيم خلال مشواره الفني علي أكثر من 244 جائزة و369 ترشيحاً. سنة 2002، فاز إمينيم بجائزة الأوسكار، عن أغنية اخسر نفسك، من فيلم 8 أميال الذي قام ببطولته، لأفضل أغنية أصلية، وشاركه كتابتها: جيف باس ولويس ريستو. ليكون أول مغني راب في العالم يتلقي هذة الجائزة عن أغنية راب.

### أبرز جوائزه
- 15 جائزة غرامي.
- جائزة أوسكار لأفضل أغنية أصلية.
- 17 جائزة بيلبورد موسيقية.
- 12 جائزة إم تي في الأغاني المصورة.
- 10 جوائز موسيقى أمريكية.
- 4 جوائز بريت.
- 7 جوائز خيار الشعب.
- 15 جائزة إم تي في الموسيقى الأوروبية.
- 7 جوائز اختيار المراهقين.
- 5 جوائز الموسيقى العالمية.
- جائزة أفضل فنان لعقد (2000 – 2009) من مجلة بيلبورد.

## شركات انشأها أو تعامل معها
- شيدي ريكوردز
- سيريوس إكس إم
- باس براذرز
- شركة ملابس شادي المحدودة
- شادي للألعاب
- مؤسسة مارشال ماذرز
- شادي فيلمز
- إيت مايل ستايل

## وصلات خارجية
- إمينيم على موقع IMDb (الإنجليزية)
- إمينيم على موقع ميتاكريتيك (الإنجليزية)
- إمينيم على موقع الموسوعة البريطانية (الإنجليزية)
- إمينيم على موقع روتن توميتوز (الإنجليزية)
- إمينيم على موقع قاعدة بيانات الأفلام العربية
- إمينيم على موقع ألو سيني (الفرنسية)
- إمينيم على موقع ميوزك برينز (الإنجليزية)
- إمينيم على موقع رولينغ ستون (الإنجليزية)
- إمينيم على موقع أول موفي (الإنجليزية)
- إمينيم على موقع قاعدة بيانات برودواي على الإنترنت (الإنجليزية)
- إمينيم على موقع قاعدة بيانات برودواي على الإنترنت (الإنجليزية)
- ترجمة كلمات اغاني إمينم من مدبلج